# Entartete Kunst (utställning)

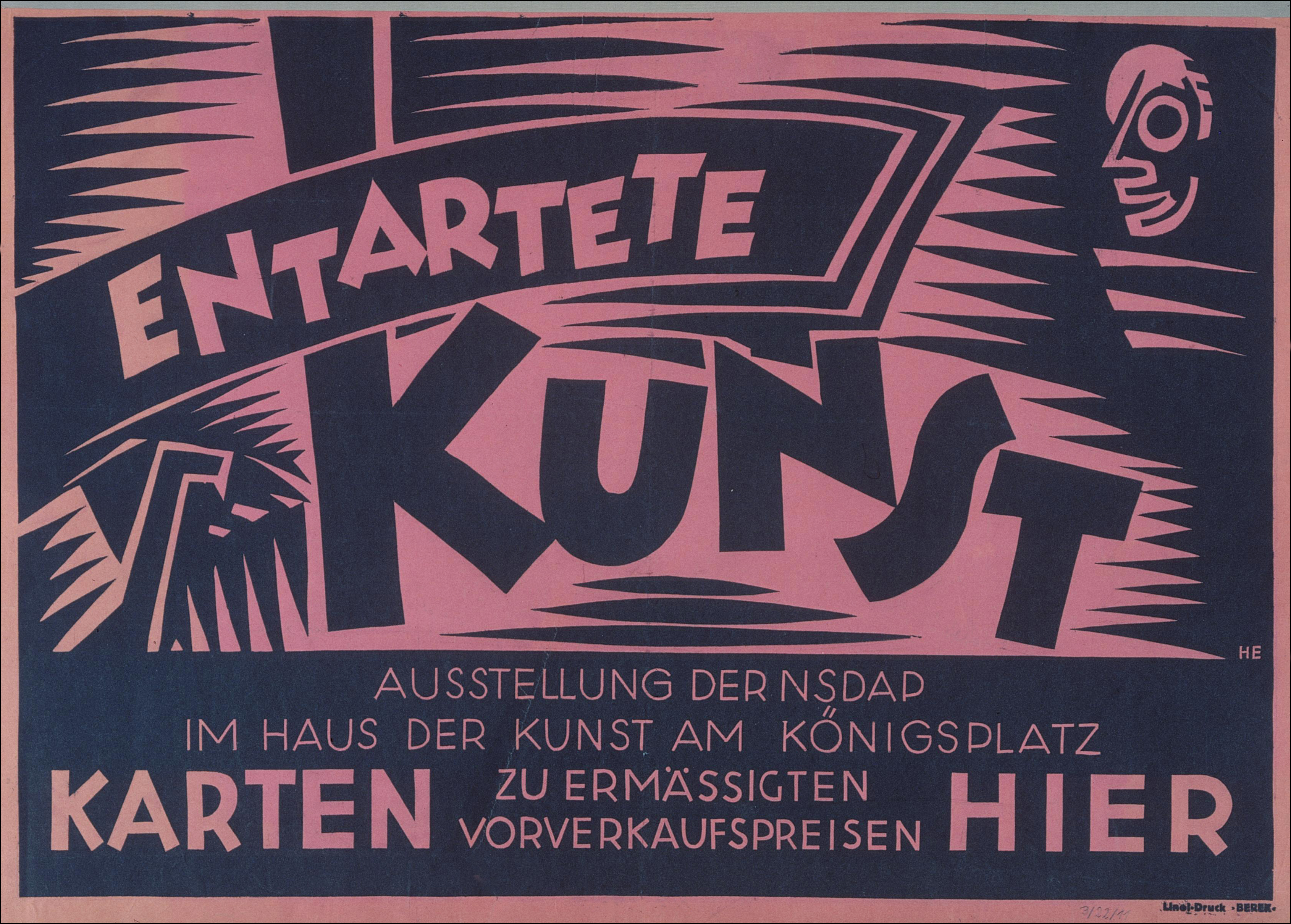
Affisch till utställningen i Berlin 1938.

Ausstellung Entartete Kunst var en utställning i München med målningar, grafik och skulpturer som hade beslagtagits från museer och offentliga samlingar av propagandaministeriet i Nazityskland. Den utgjorde kulmen på en serie liknande utställningar som hade arrangerats av myndigheterna alltsedan maktövertagandet 1933. Utställningen syftade till att åskådliggöra en konsthistorisk och konstnärlig inkompetens som hade tillåtits växa och breda ut sig i Weimarrepubliken genom ett "judiskt" och "kulturbolsjevistiskt" inflytande. Utställningen öppnade den 19 juli 1937, en dag efter utställningen Große Deutsche Kunstausstellung, den "stora tyska konstutställningen" med nationalsocialistiskt godkänd konst på annat håll i staden, och pågick fram till 30 november. Därefter gjordes den till en vandringsutställning genom riket, vilken pågick fram till 1941.  

## Organisering, publik och innehåll

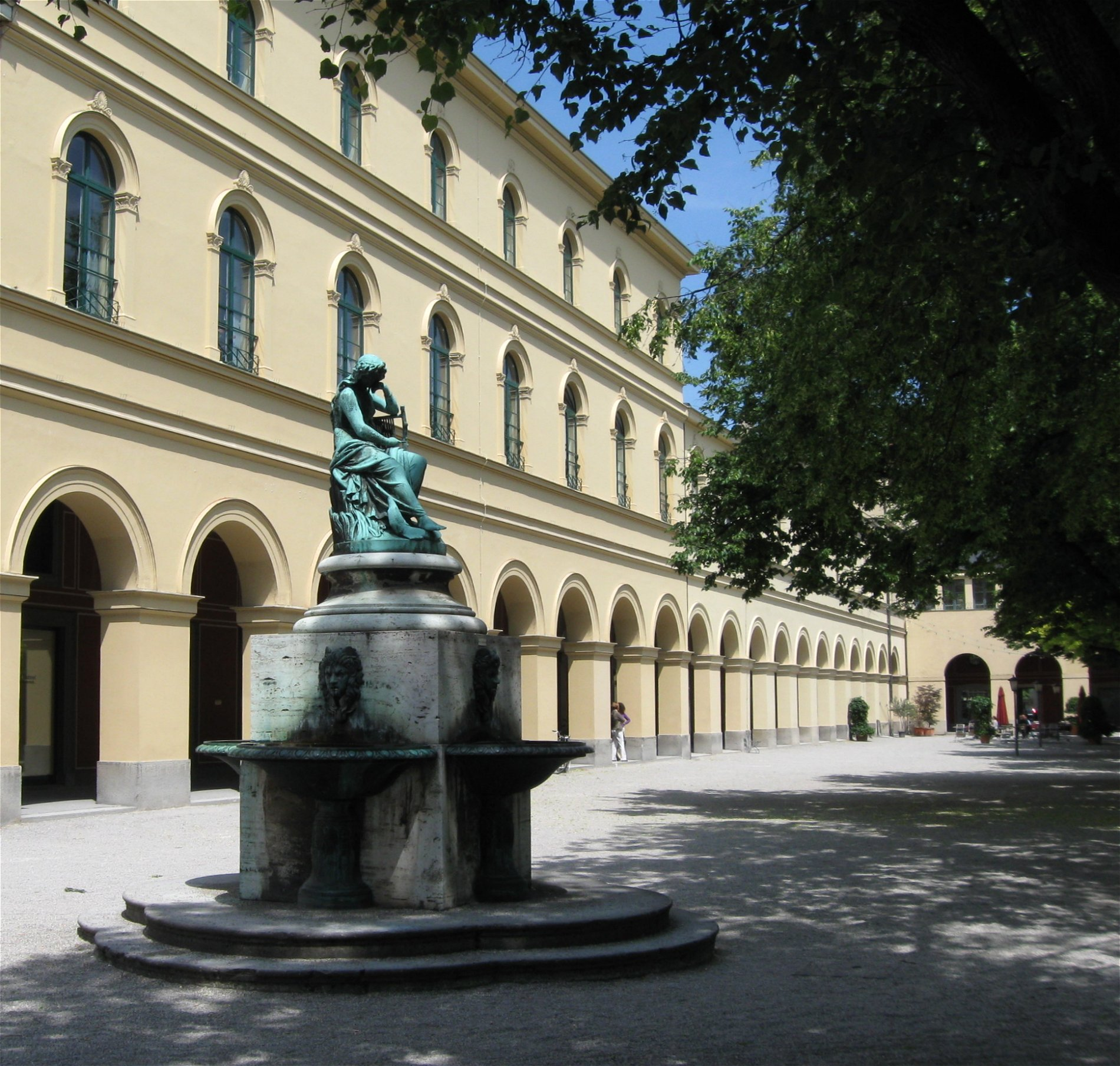
En nymfbrunn längs Hofgartens västra arkader i München.

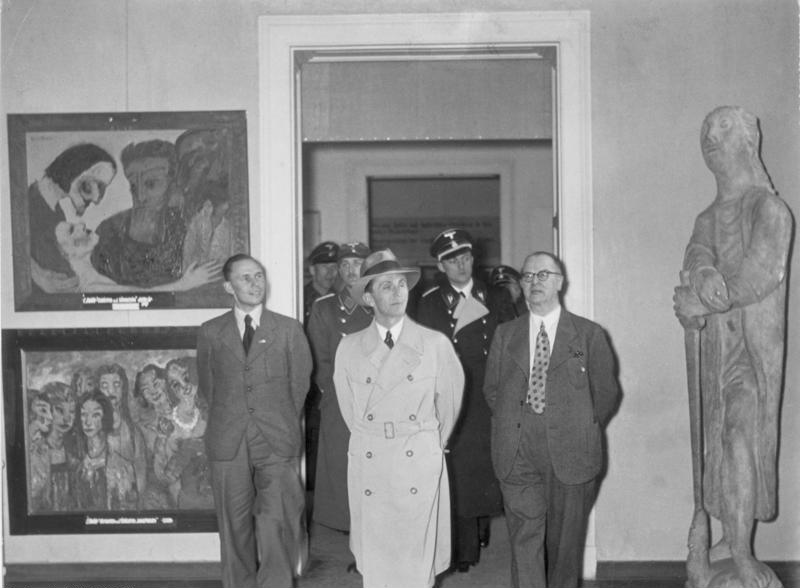
Propagandaminister Joseph Goebbels med entourage på vandringsutställningen i Berlin, februari 1938. Till vänster två målningar av Emil Nolde. I blickfånget en skulptur av Gerhard Marcks (1889-1981): Heiliger Georg / Sankt Göran (1929-30), gips, 241,5 cm hög, beslagtagen 6 juli 1937 på Museum Folkwang i Essen, först visad på Entartete Kunst i München 1937, sedan här i Berlin. I propagandaministeriets förvar 1938, därefter borta.

Under ledning av Reichskammer der bildenden Künste, det vill säga bildkonstens särskilda avdelning inom den kulturellt likriktande Reichskulturkammer, med konstnärskoryfén Adolf Ziegler i spetsen, inleddes genom kommissioner bestående av  betrodda konstnärer och konsthistoriker i juli 1937 en omfattande statlig konfiskering (och delvis förstörelse) av över 20 000 målningar, skulpturer och grafiska konstverk från museer runt om i Tyskland, vilket pågick under de närmaste åren.
Ett urval av 650 verk ställdes till en början ut i München senare samma månad, i en utställning som organiserades i rasande fart.  Den arkeologiska institutionens lokaler utrymdes för ändamålet i en av Hofgartens arkadgångar i München. På väggskärmar som ställts in trängdes bilder ihop så tätt och högt som möjligt, delvis utan ramar, i lokaler som en gång i slutet av 1700-talet hade byggts som ett galleri för kurfurstliga konstskatter. Ljuset från fönstren skärmades delvis av genom väggskärmarna. Konstnärens namn, verktitel, museum, inköpsdatum och inköpspris uppgavs intill konstverket. Nedsättande slagord och karikatyrer målades på väggarna.  Utställda verk jämfördes med funktionsnedsattas teckningar och kombinerades med foton av krymplingar. Utpekandet av en "sjuk", "judisk-bolsjevistisk" konst tjänade också till att legitimera förföljelsen av "rasmässigt mindre värda" och politiska meningsmotståndare.
Vid invigningen den 19 juli 1937 höll Adolf Ziegler ett tal där han gick till angrepp mot expressionismen och dess utövare, mot demokratiskt inriktade museichefer öppna för modern konst och mot judarna inom konst och kultur. Utställningen var gratis för vuxna och förbjuden för barn och ungdom. Den hade i genomsnitt 20 000 besökare per dag, sammanlagt närmare två miljoner fram till sista november samma år. Efter utställningen i München anordnades en vandringsutställning i tolv andra städer i Tyskland och Österrike, 1938: Berlin, Leipzig, Düsseldorf, Salzburg, Hamburg, 1939: Stettin, Weimar, Wien, Frankfurt am Main, Chemnitz och 1941: Waldenburg och Halle. Fram till april 1941 sägs man ha räknat till över 3,2 miljoner besökare.
Av de utställda konstverken var fyra ur Ismar Littmanns konstsamling, som Gestapo beslagtagit på Auktionshaus Max Perl i Berlin från Ismar Littmanns änka Käthe Littmann redan 1935.
I München började rundturen på övervåningen. I sal 3 kallades Otto Dix oljemålningar med krigsscener från första världskriget för "målade sabotage mot försvarsmakten". I sjätte salen fanns en hel vägg med verk av Lovis Corinth, däribland två av hans sista stora verk, Den trojanska hästen och Ecce Homo. Konstnärens namn hade först skrivits intill men sedan övermålats. Här visades även utställningens kanske mest omtalade bild, Franz Marcs De blå hästarnas torn. Den hade tillhört den nya avdelningen av huvudstadens Nationalgalerie i Kronprinzenpalais sedan 1919, en avdelning för modern konst vilken hade stängts av myndigheterna 1936. Målningen ställdes ut i Hofgarten, men togs bort från utställningen, då det tyska officersförbundet hade protesterat mot att bilder av en förtjänstfull soldat som stupat i slaget vid Verdun visades på utställningen. Målningen fanns enligt FUBs beslagsinventarium i Hermann Görings förvar 1938, inte som en del av hans samling men som ett värdefullt objekt att byta till sig andra mer attraktiva föremål med. De blå hästarnas torn återfanns inte bland Görings egendom efter krigsslutet 1945 utan betraktas som "försvunnen" sedan dess. 
I markplanets första sal hängde bland annat fem verk av Oskar Schlemmer. Här fanns även glasmontrar med beslagtagna böcker.  Essäsamlingen Kunst und Macht (1934) av Gottfried Benn, med bland annat självbiografiska skisser, ett tal till futuristen Marinetti och en text om expressionism. Kandinskijs diktsamling Klänge (1913, på svenska "Klanger", 1989), prosadikter och träsnitt återgivna i både färg och svartvitt. Paul Klees Pädagogisches Skizzenbuch (1925, på svenska "Pedagogisk skissbok", 1992), en väsentlig del av såväl Klees som Bauhaus konstnärliga uppfattning, liksom monografier som Carl Einsteins bok om Moïse Kisling (1922) och Theodor Däublers bok om César Klein (1919).

## Efterspel 2012
300 av de utställda konstverken tycks ha stulits av Hildebrand Gurlitt. Denne hade rapporterat att de förstörts i de allierades bombanfall mot slutet av kriget. De beslagtogs dock 2012 i en  lägenhet som tillhörde Gurlitts son Cornelius Gurlitt vid Konstbeslaget i München 2012.

## Konstnärer i urval
- Jankel Adler
- Alexander Archipenko
- Ernst Barlach
- Rudolf Bauer
- Herbert Bayer
- Willi Baumeister
- Max Beckmann
- Rudolf Belling
- Gottfried Benn (författare)
- Heinrich Campendonk
- Karl Caspar
- Marc Chagall
- Lovis Corinth
- Robert Delaunay
- André Derain
- Otto Dix
- Theodor Däubler (författare)
- Carl Einstein (författare)
- Benno Elkan
- James Ensor
- Max Ernst
- Lyonel Feininger
- Otto Freundlich
- Albert Gleizes
- George Grosz
- Jacoba van Heemskerck
- Erich Heckel
- Karl Hofer
- Johannes Itten
- Alexej von Jawlensky
- Eric Johansson
- Vasilij Kandinskij
- Alexander Kanoldt
- Ernst Ludwig Kirchner
- Paul Klee
- Oskar Kokoschka
- Otto Lange
- Else Lasker-Schüler
- Marie Laurencin
- Fernand Léger
- Wilhelm Lehmbruck
- El Lisitskij
- Franz Marc
- Ludwig Meidner
- Jean Metzinger
- Johannes Molzahn
- Piet Mondrian
- Wilhelm Morgner
- Georg Muche
- Otto Mueller
- Edvard Munch
- Heinrich Nauen
- Ernst Wilhelm Nay
- Rolf Nesch
- Emil Nolde
- Max Pechstein
- Hans Richter
- Christian Rohlfs
- Oskar Schlemmer
- Karl Schmidt-Rottluff
- Kurt Schwitters

En fullständigare lista på konstnärer som visades på Entartete Kunst (tyska)

## Galleri (ett litet urval av utställda verk)
Entartete Kunst förkortas i galleriet EK och avser då enbart utställningen i Münchens Hofgarten 1937. Målningarnas och skulpturernas tillkomstår, material/teknik, mått i centimeter, konfiskeringsdatum, ursprungligt museum, utställning och proveniens anges också. Uppgifter hämtade från det beslagsinventarium som Freie Universität i Berlin har upprättat och som finns tillgängligt på nätet; se artikelns "källor".

### Måleri

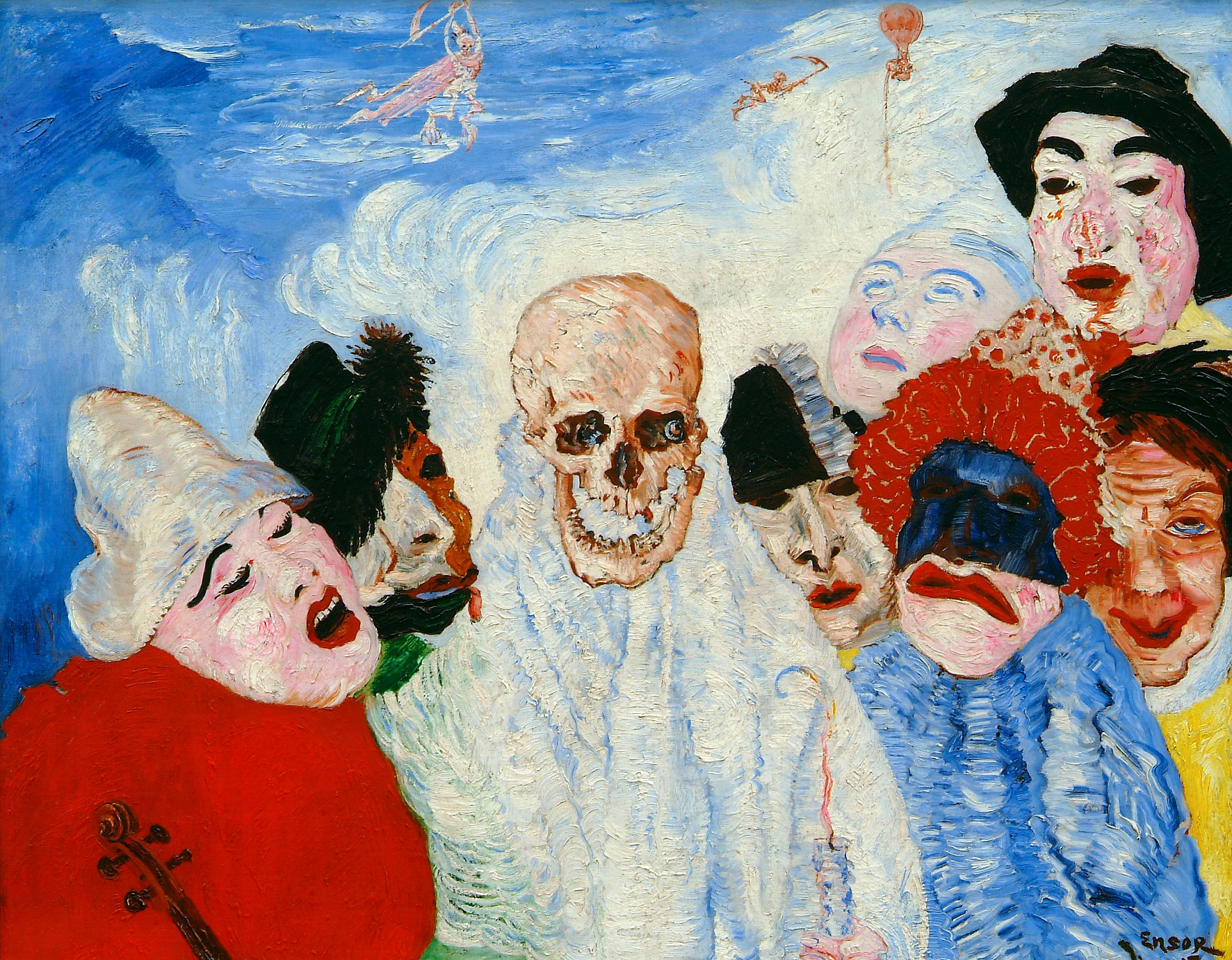
James Ensor: La mort et les masques / Döden och maskerna (1897), olja på duk, 79x100, beslagtagen på Kunsthalle Mannheim 8 juli 1937, visad på EK, därefter förvarad i Schloss Schönhausens värdedepå till 1939, då den ropades in på auktion i Luzern av Musée d’Art moderne et d’Art contemporain i Liège.
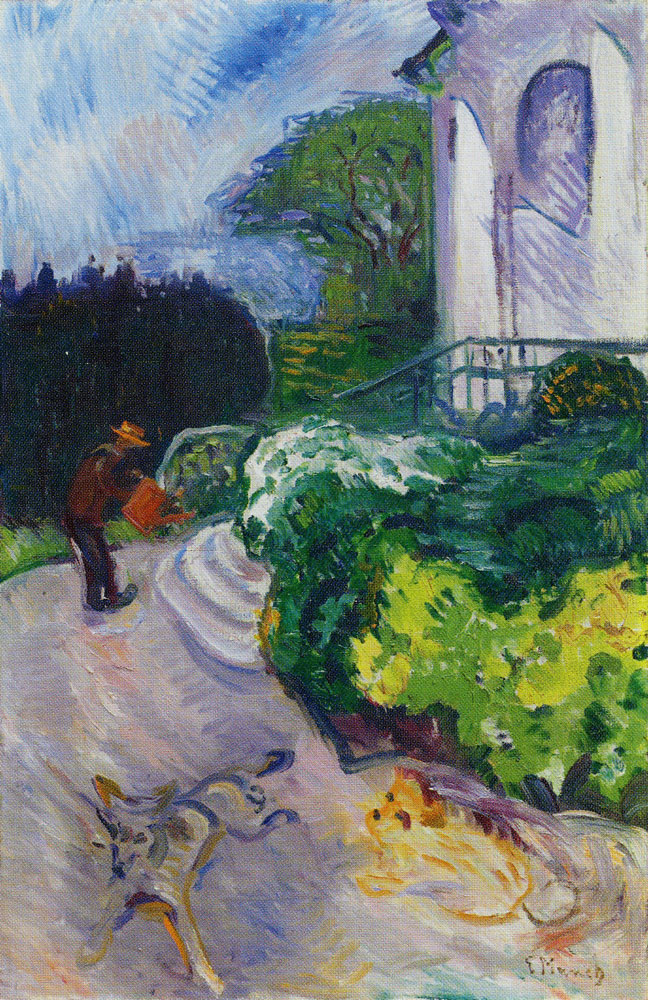
Edvard Munch: Gärtner in Max Lindes Garten / Trädgårdsarbetare i Max Lindes trädgård (1903), olja på duk, 127,5x 82,5, visades på utställningen Kulturbolschewistische Bilder[11] på Kunsthalle Mannheim våren 1933. Beslagtagen 8 juli 1937 på samma museum. Klassades som "internationellt användbar" konst hösten 1938 och såldes på auktion i Oslo 23 januari 1939 tillsammans med 82 andra verk av Munch från tyska museer. Privat ägo.
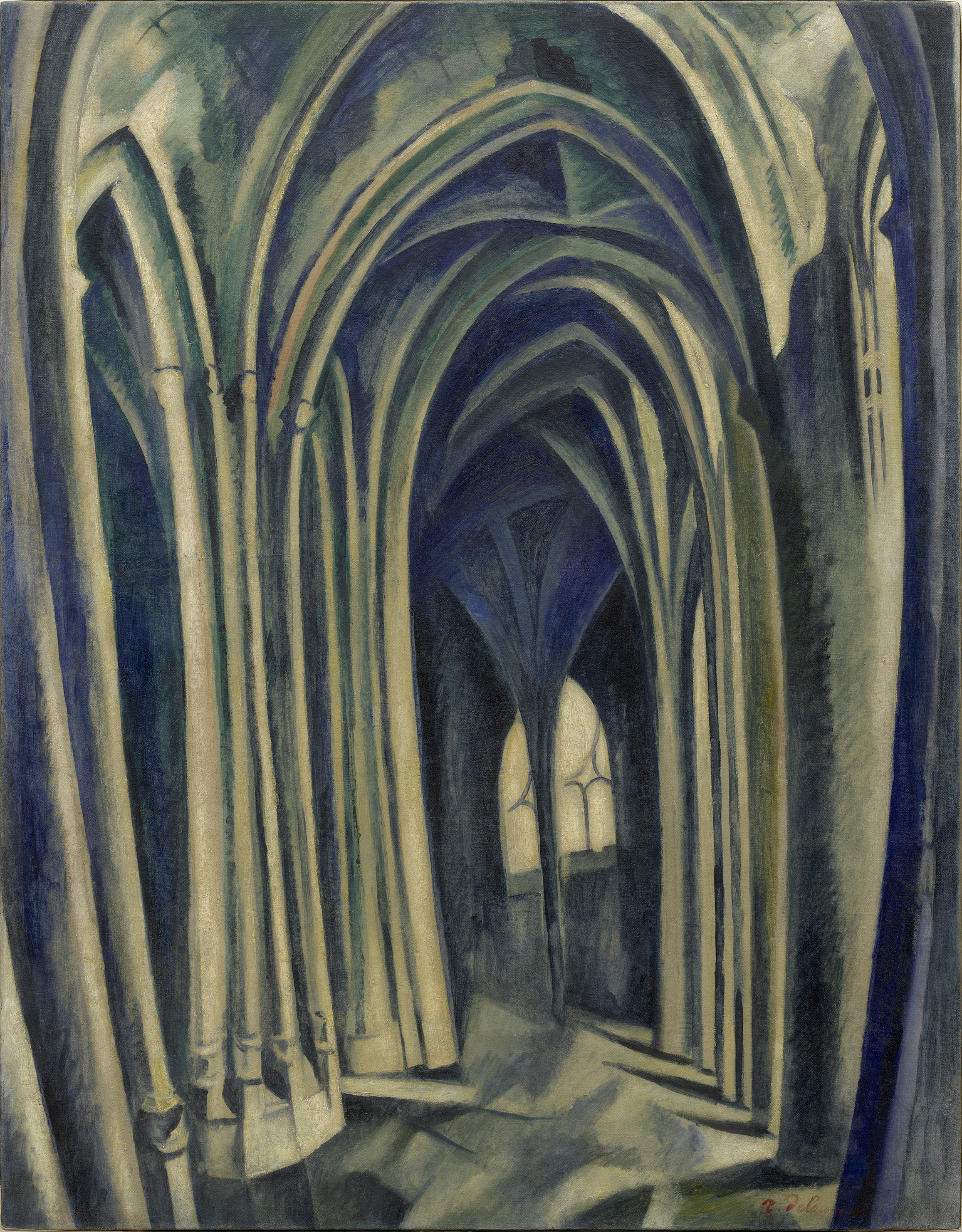
Robert Delaunay: St. Severin Nr. 3 (1909-10), olja på duk, 114x89, på Kulturbolschewistische Bilder (1933) och på Mannheimer Schreckenskammer i Erlangen (1933), beslagtagen i augusti 1937 på Kunsthalle Mannheim och såld på auktion i Bern 1939 till Guggenheim Museum i New York.
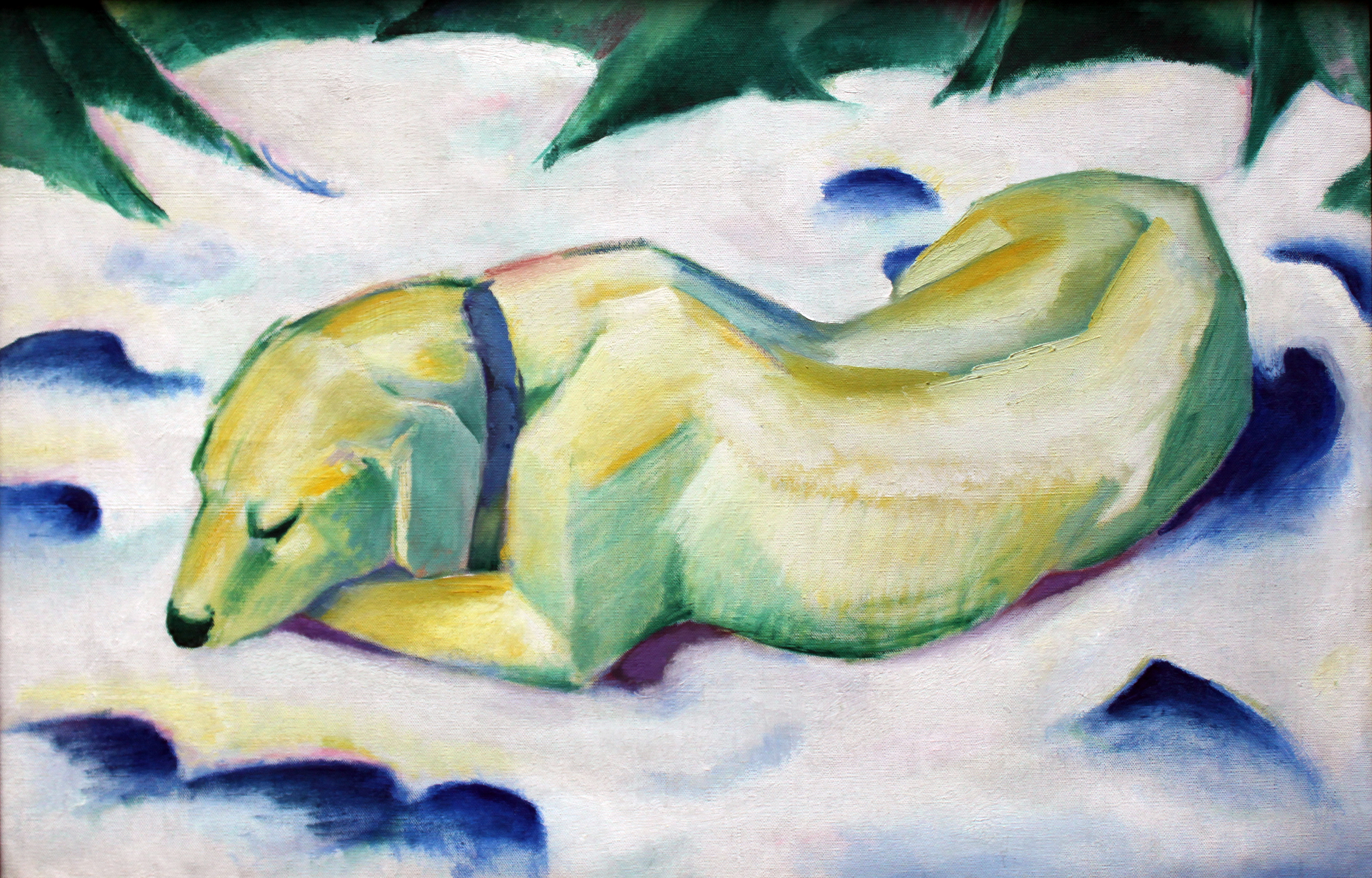
Franz Marc: Der weiße Hund (1910-11), olja på duk, 62,5x105, beslagtagen 7 juli 1937 på Städelsches Kunstinstitut und Städtische Galerie  i Frankfurt am Main, där den funnits sedan 1919. Målningen hade då använts på två Entartete Kunst-utställningar sommaren och hösten 1935, i Nürnberg och Dortmund. I juni 1939 deltog den i en auktion kallad "Målningar och skulpturer av moderna mästare från tyska museer" arrangerad av Galerie Fischer i schweiziska Luzern. Utropspriset var 2100 Sfr, den gick för 3200 till en samlare från New York. 1961 såldes målningen via Galerie Château d'Art i Basel tillbaka till sitt ursprungliga museum i Frankfurt.
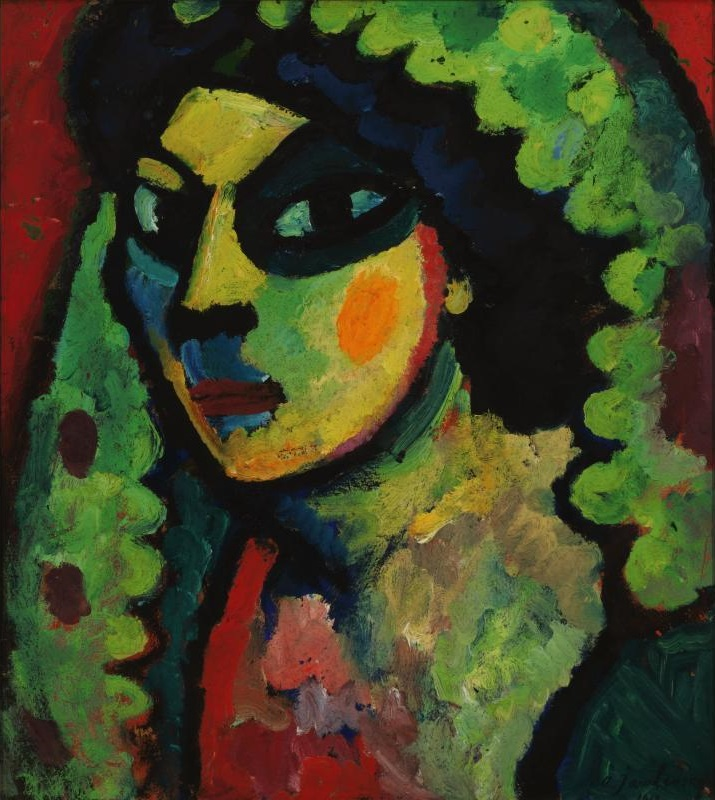
Alexej von Jawlensky: Sizilianerin mit grünem Schal / Sicilianska med grön sjal (1912), olja på duk, 53x48, visad på utställningen Kulturbolschewistische Bilder [11] i Mannheim redan 1933, på Mannheimer Schreckenskammer ["Mannheims skräckkammare"] (Erlangen, 1933) och Braune Messe ["Bruna mässan"](Mannheim, 1934); beslagtagen 8 juli 1937 på Kunsthalle Mannheim, visad på EK enbart 1937, betecknad som "utplånad" i NS-protokoll, men tillhörde propagandaministeriet 1941, känd i USA från 1962, såld på Sotheby's år 2005 för 5 168 000 dollar.
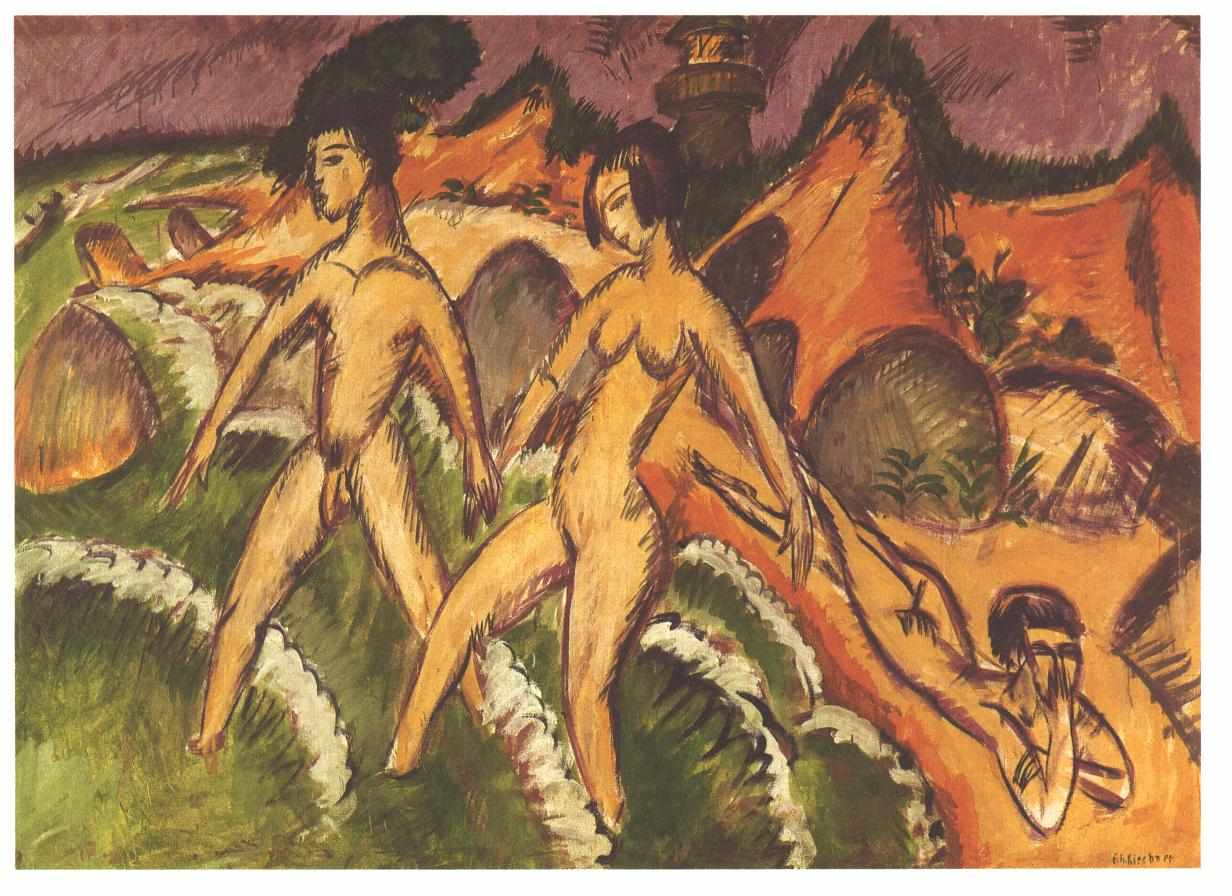
Ernst Ludwig Kirchner: Ins Meer Schreitende / Vadande ut i havet (1912), olja på duk, 146x200, beslagtagen i augusti 1937 på Städtisches Museum für Kunst und Kunstgewerbe i Halle, där den sedan november 1935 hade tillhört en särskild samling kallad Schreckenskammer ["Skräckkammare"]. Galerie Ferdinand Möller bytte till sig den 1941 tillsammans med ytterligare åtta målningar av Kirchner ur Schönhausens lager i Berlin mot målningen Gewitterlandschaft av den tyska senromantikens målare Ernst Ferdinand Oehme.
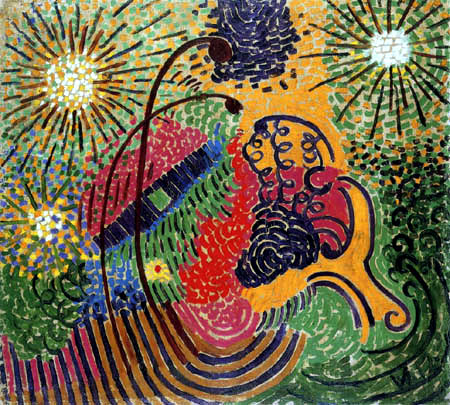
Wilhelm Morgner: Ornamentale Komposition XIV (1912), olja och tempera på duk, 110x123, beslagtagen augusti 1937 på Städtische Gemäldesammlung i Soest, visad på EK i Düsseldorf sommaren 1938, återlämnad 1943.
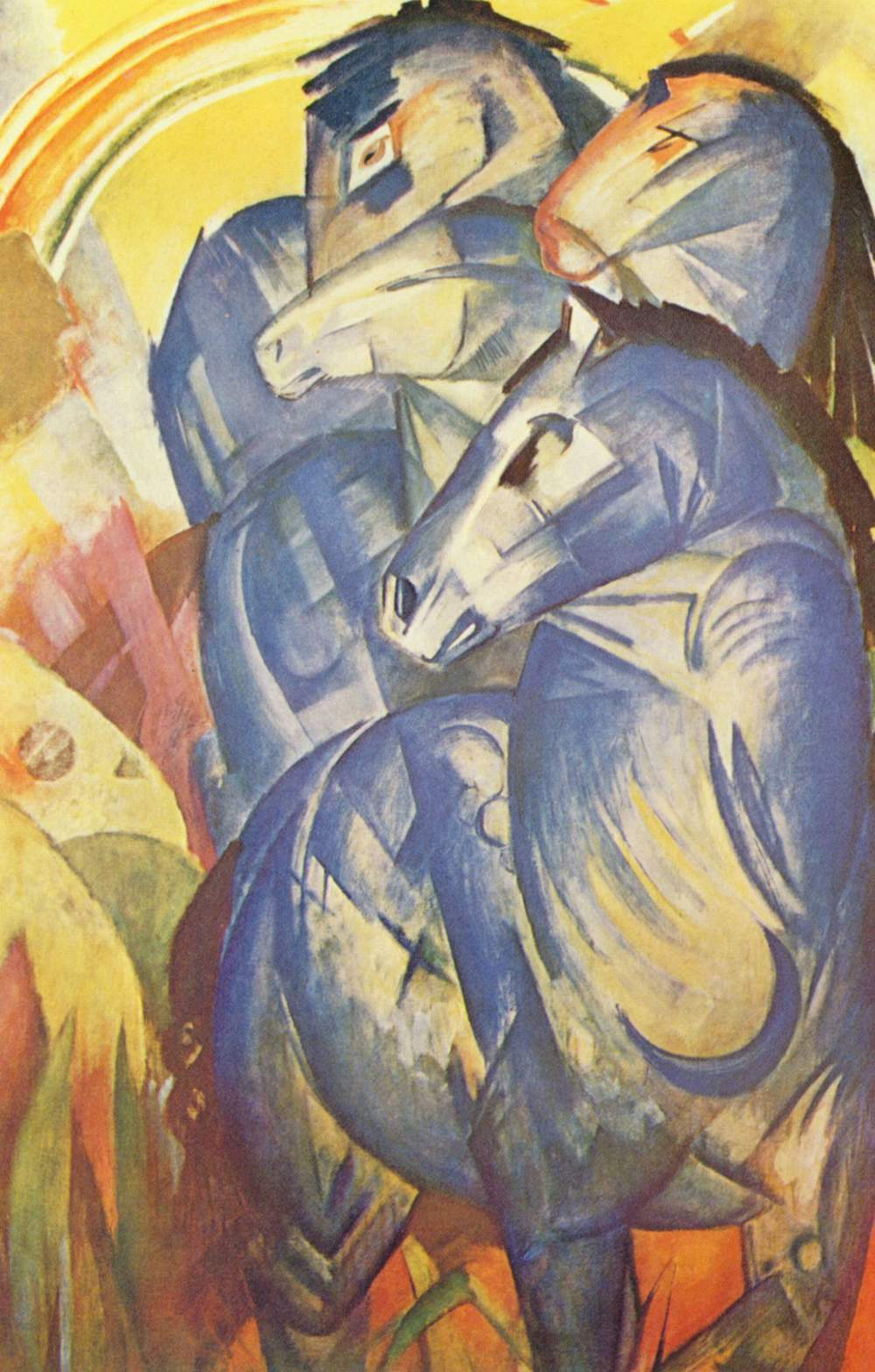
Franz Marc: Der Turm der blauen Pferde / De blå hästarnas torn (1913), olja på duk, 200x130, beslagtagen 7 juli 1937 på Kronprinzenpalais, Berlin (försäkringsvärde där 50 000 riksmark), visad på EK, avlägsnad i förtid och förd till Berlin; hos Hermann Göring 1938, efter 1945 "försvunnen".
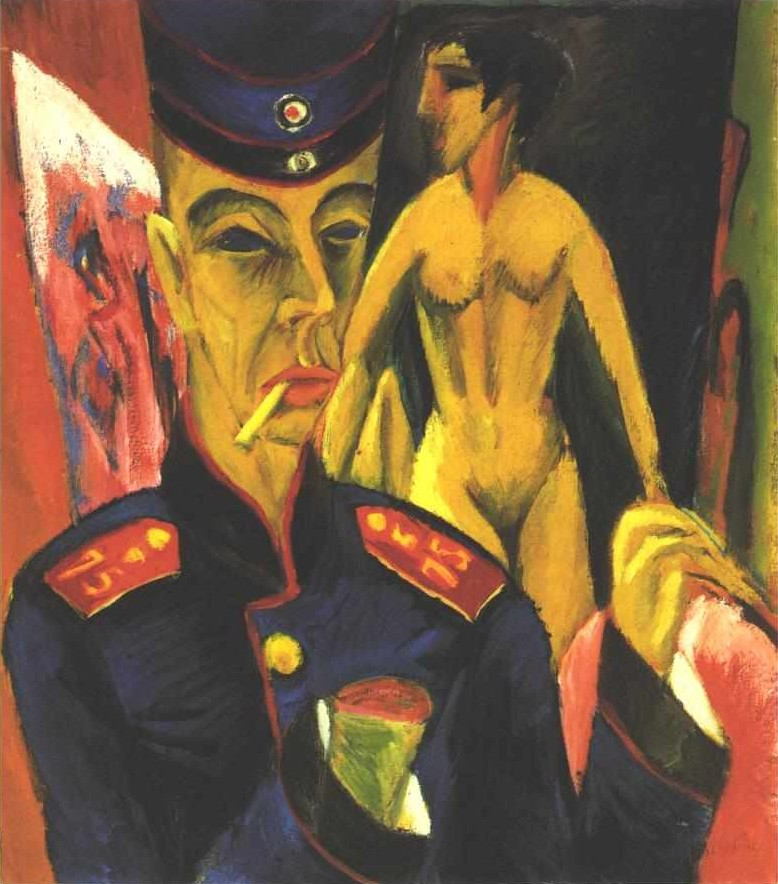
Ernst Ludwig Kirchner: Selbstbildnis als Soldat / Självporträtt som soldat (1915), olja på duk, 69x61, beslagtagen redan i oktober 1936 på Städel Museum och visad på den "antibolsjevistiska" utställningen Der Bolschewismus - große antibolschewistische Schau i München 1936-37, därefter på EK, sedan i Berlin, Leipzig, Düsseldorf (1938). Målningen tillhörde nio målningar av Kirchner som konsthandlare Ferdinand Möller 1941 bytte till sig mot målningen Gewitterlandschaft av Ernst Ferdinand Oehme. Tillhör nu Allen Memorial Art Museum i Oberlin, Ohio.
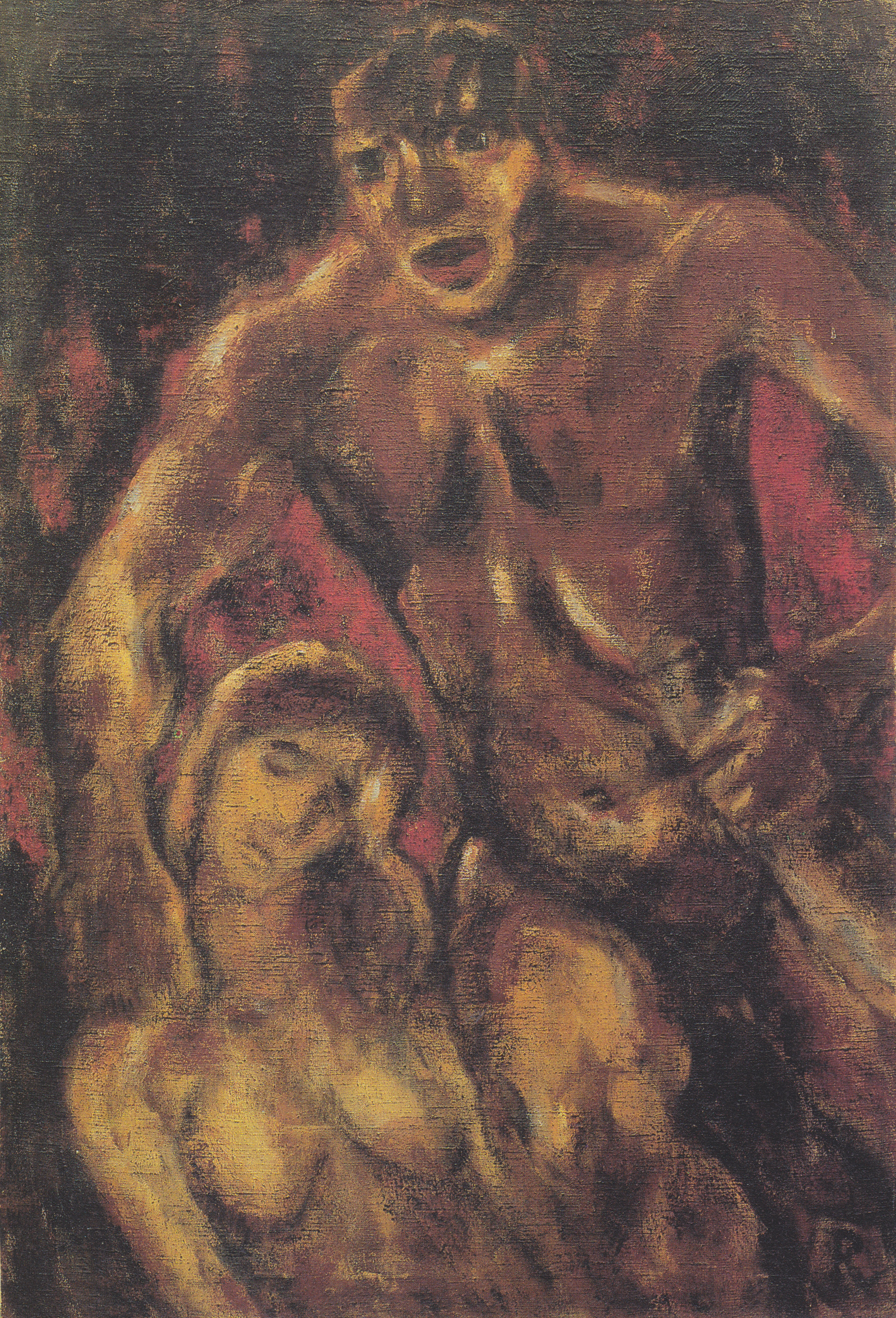
Christian Rohlfs: Der Krieg (omkring 1915), olja och tempera på duk, 110x75, beslagtagen i juli 1937 på Museum Folkwang i Essen, visad på EK, lagrad under kriget, ägd sedan 1947 av Museum der Stadt Rostock.
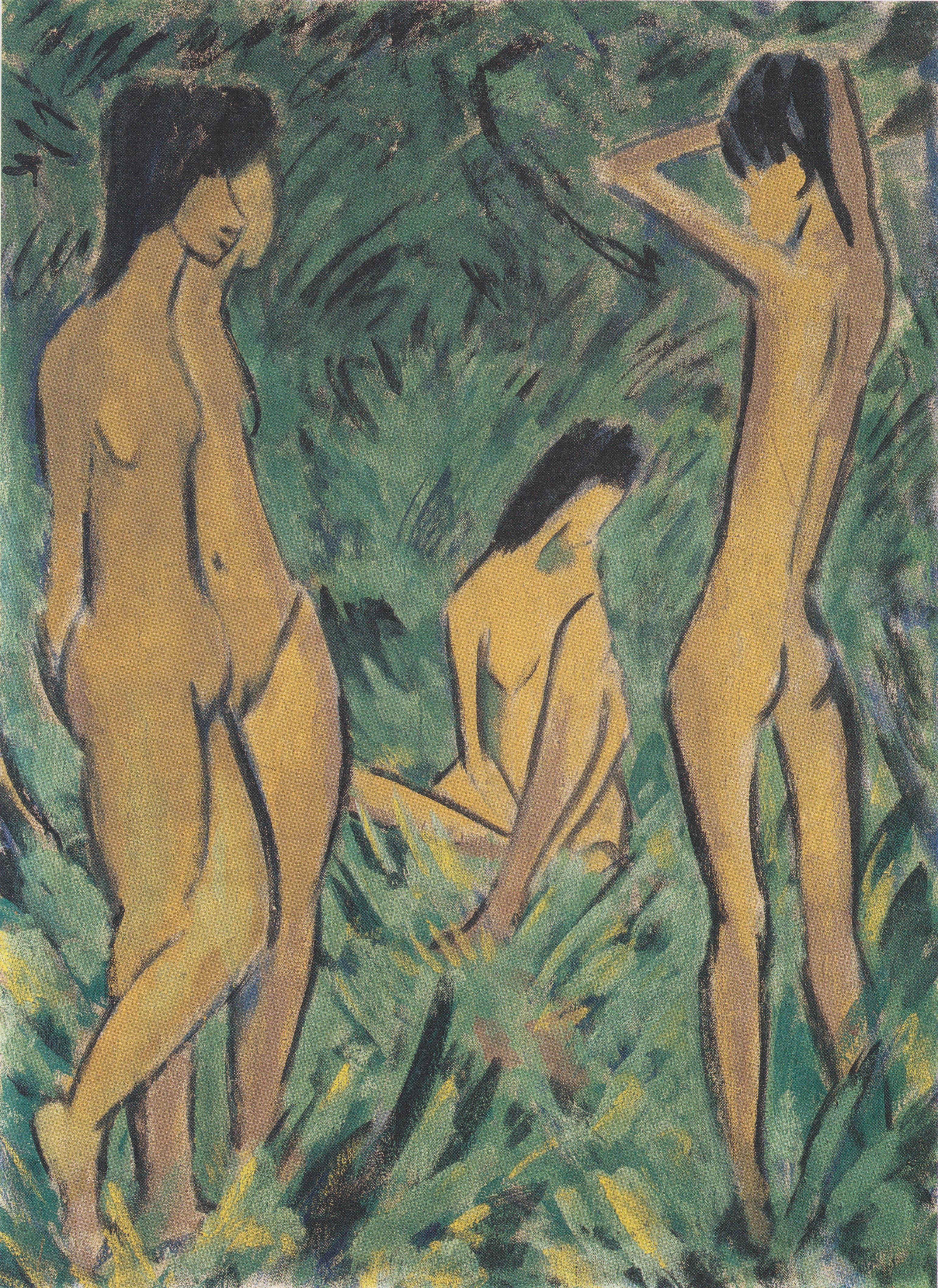
Otto Mueller: Knabe vor zwei stehenden und einem sitzenden Mädchen / Pojke framför två stående och en sittande flicka (1918), limfärg på duk, 120x88, beslagtagen av Gestapo ur Ismar Littmanns konstsamling redan 1935, därefter utauktionerad; ett par år senare återigen beslagtagen, nu på Kronprinzenpalais, Berlin; visad på EK, bytt 1940 mot målningen Die Malerin Seeburg av Heinrich Dreber; tillhörde 1979 Kunsthalle in Emden, restituerades till familjen Littmann 1999 och såldes därefter tillbaka till konsthallen.
Paul Klee: Sumpflegende / Träsklegend (1919), olja på kartong, 47x40,8, beslagtagen 5 juli 1937 på Landesmuseum, före detta Provinzial-Museum i Hannover (utlånad dit av Sophie Lisitskij-Küppers 1926), visad på EK, därefter i Berlin, Leipzig och Düsseldorf. Såld till Hildebrand Gurlitt 1941 och därefter såld i flera led. Betecknad som stöldkonst på 1990-talet. Efter en 25-årig rättstvist slöts år 2017 ett avtal mellan den ursprungliga ägarens nyligen avlidne sons arvingar och Münchens stad om att målningen kunde bli kvar på sitt dåvarande museum Lenbachhaus.[1][12]
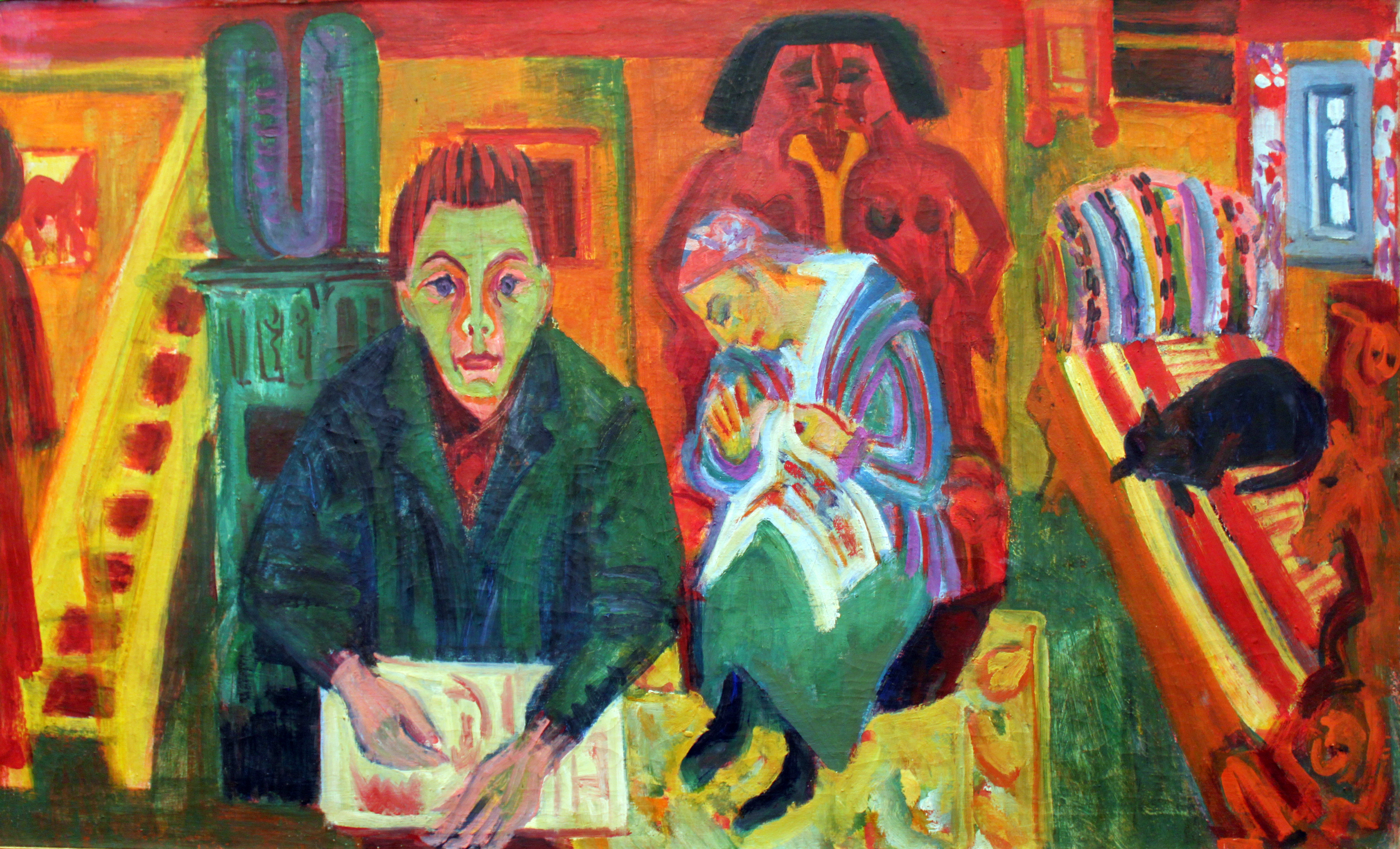
Ernst Ludwig Kirchner: Das Wohnzimmer / Vardagsrummet (1923), olja på duk, 90x150, beslagtagen på Museum Behnhaus i Lübeck 14 juli 1937, visad på EK, förvärvad av Galerie Ferdinand Möller 1940, såld 1957 till Hamburger Kunsthalle.
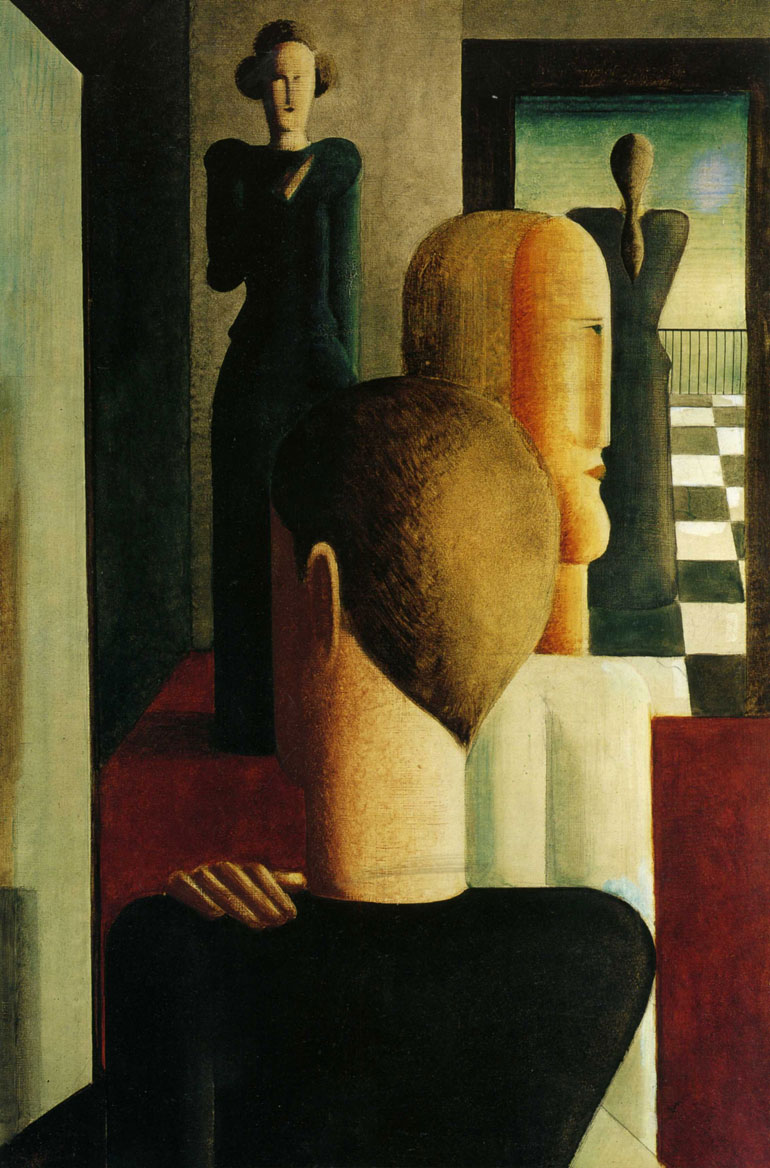
Oskar Schlemmer: Römisches (oder: Fünf Figuren im Raum / Romerskt (eller: Fem figurer i rummet (1925), olja på duk, 97x62, beslagtagen 6 juli 1937 på Museum Folkwang i Essen, visad på EK, såld 1939 för 60 dollar till Kunstmuseum Basel där den ännu finns.
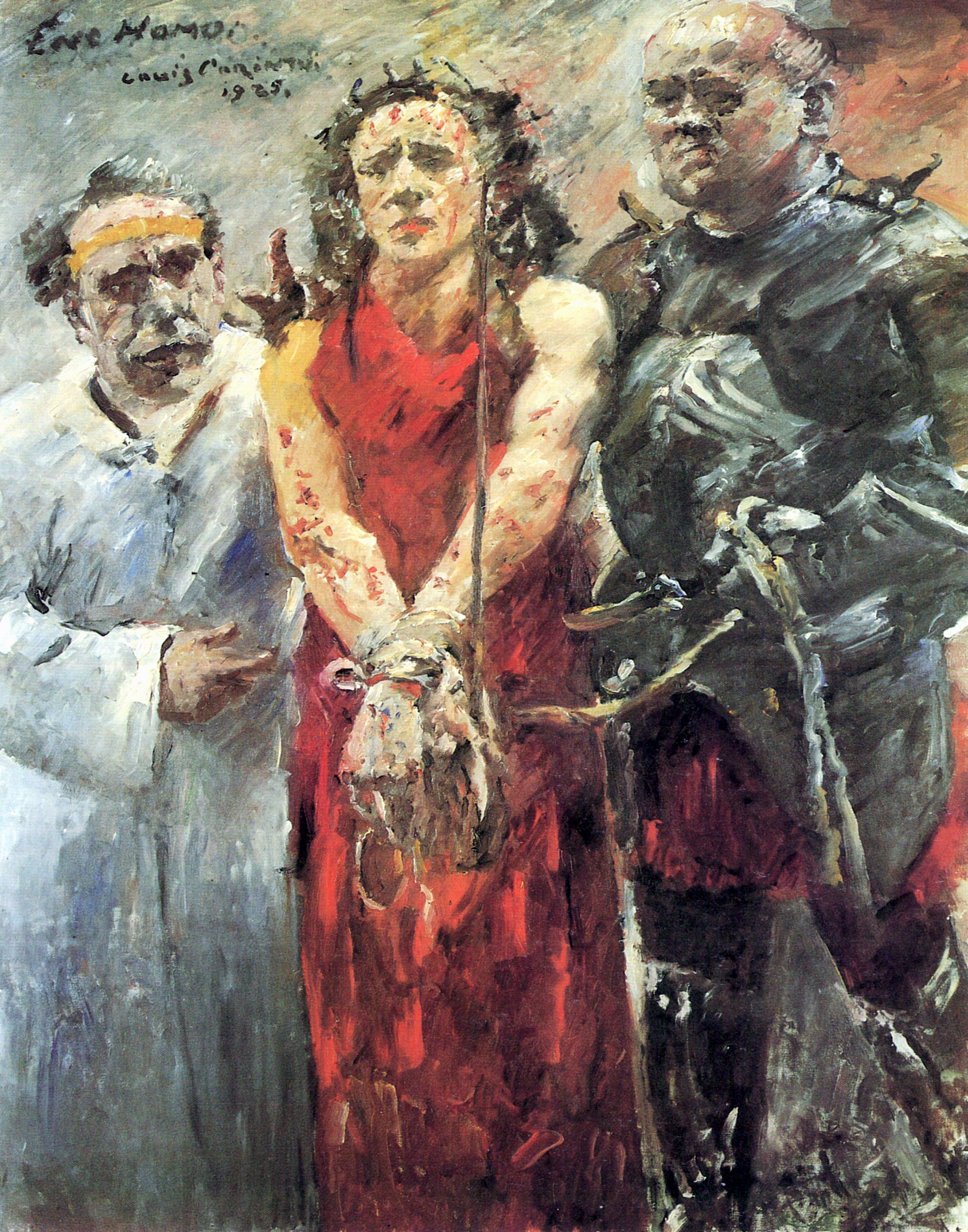
Lovis Corinth: Ecce Homo (1925), olja på duk, 189x148, beslagtagen 7 juli 1937 på Kronprinzenpalais, Berlin, visad på EK, såld 1939 till Kunstmuseum Basel för 8000 SFr.
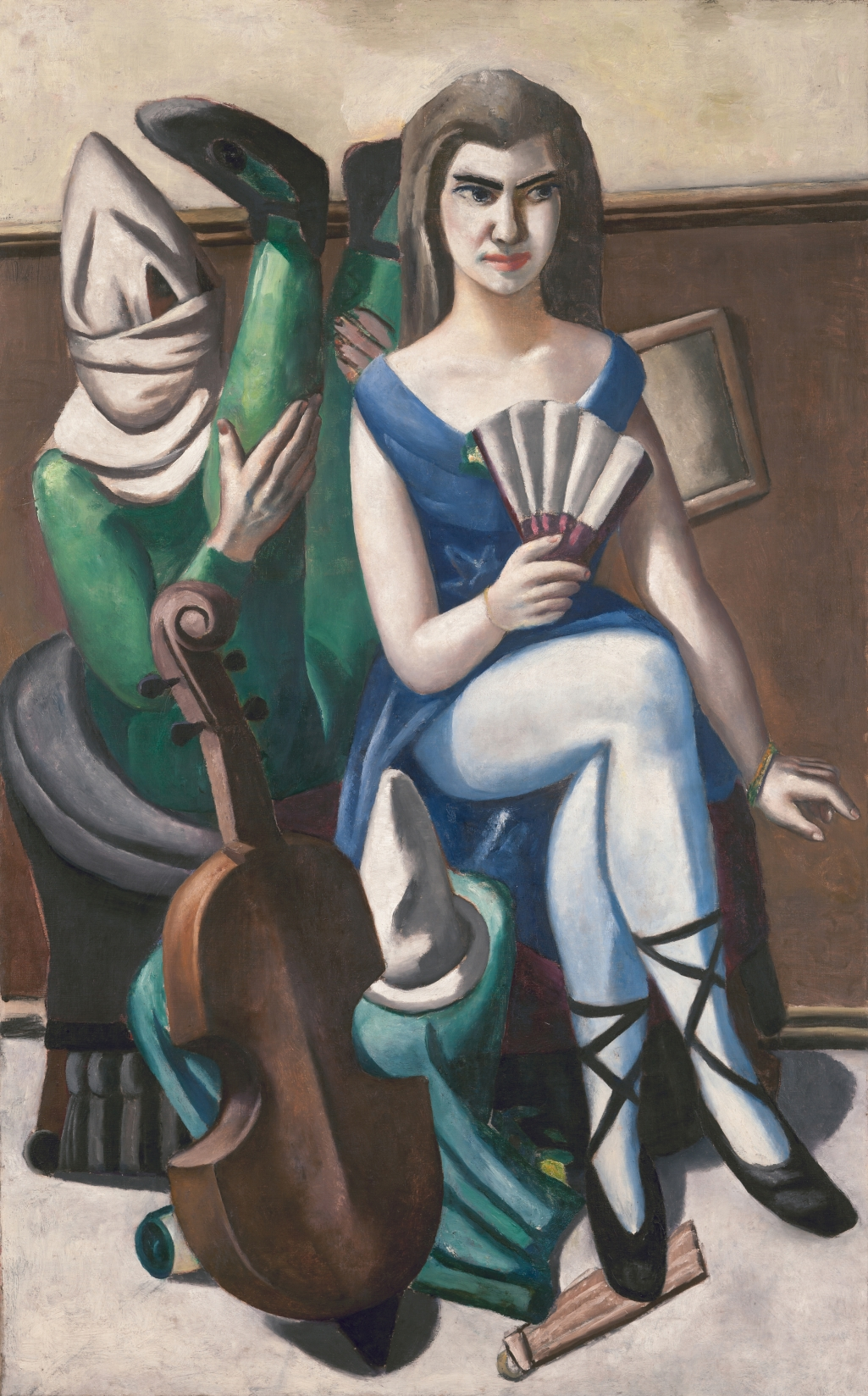
Max Beckmann: Fastnacht (Pierrette und Clown) (1925), olja på duk, 160x100cm. Visades 1933 på de nationalsocialistiska utställningarna Kulturbolschewistische Bilder (Kunsthalle Mannheim) och Mannheimer Schreckenskammer  (i Erlangen). Beslagtogs 28 augusti 1937 på Kunsthalle Mannheim. Byttes 1941 mot målningen Blick auf den Aventin av den österrikiske biedermeiermålaren de:Friedrich Loos. Skänktes tillbaka till Kunsthalle Mannheim 1950.
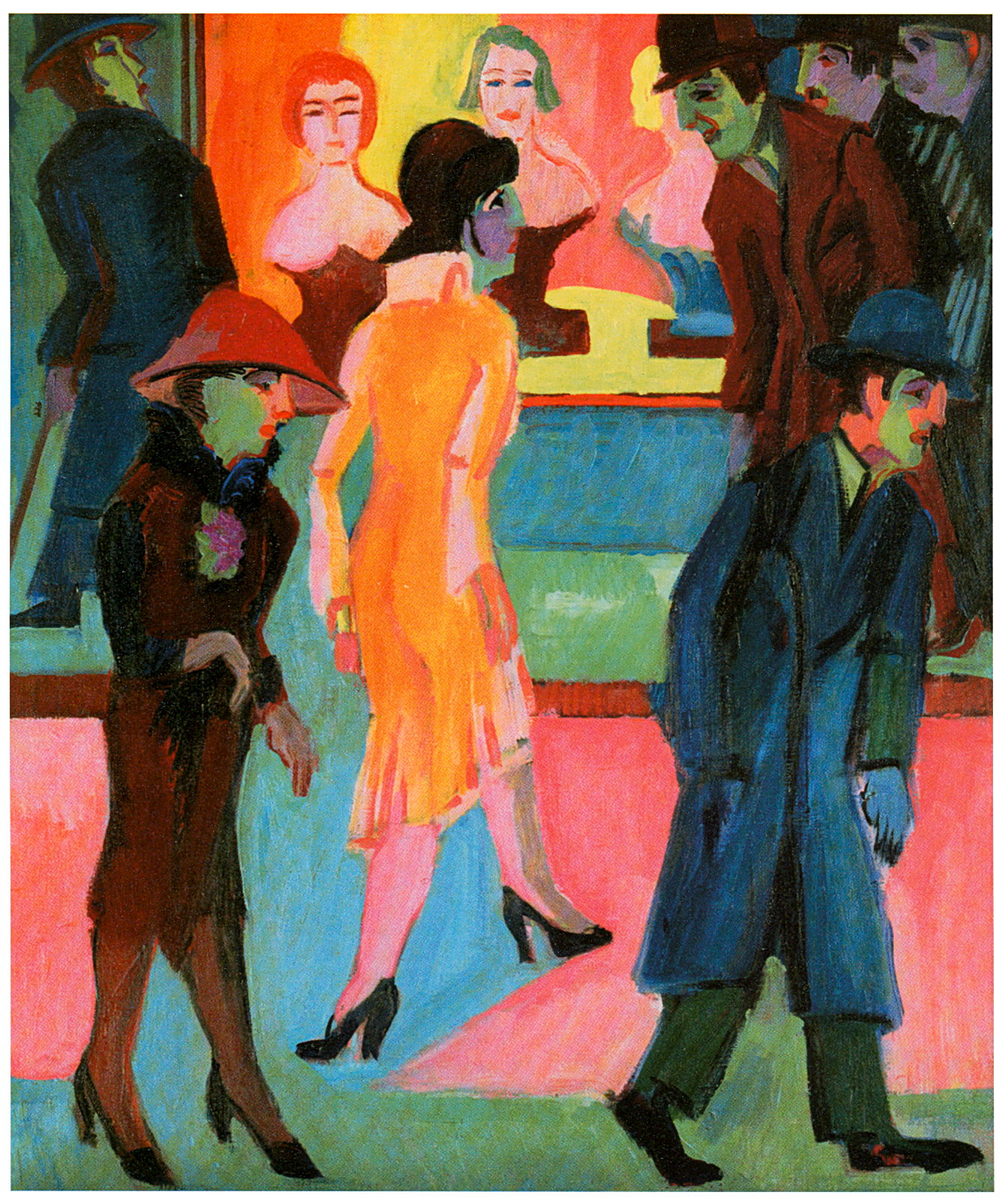
Ernst Ludwig Kirchner: Straßenbild vor dem Friseurladen / Gatubild framför frisersalongen (1926), olja på duk, 119x100, beslagtagen i juli 1937 på Staatliche Gemäldegalerie i Dresden. Visad på vandringsutställningen EK 1937–1938, men hade då använts på ett liknande vis redan hösten 1933, på den allra första utställningen kallad Entartete Kunst i Dresden. Konsthandlaren Karl Buchholz köpte målningen ur Schloß Schönhausens värdedepå för 70 dollar 1939. Den fördes över till New York 1940, förblev osåld på auktion i Stuttgart 1965 innan den 2008 såldes på Christie's i London för 916 500 pund. Privat ägo i Schweiz.
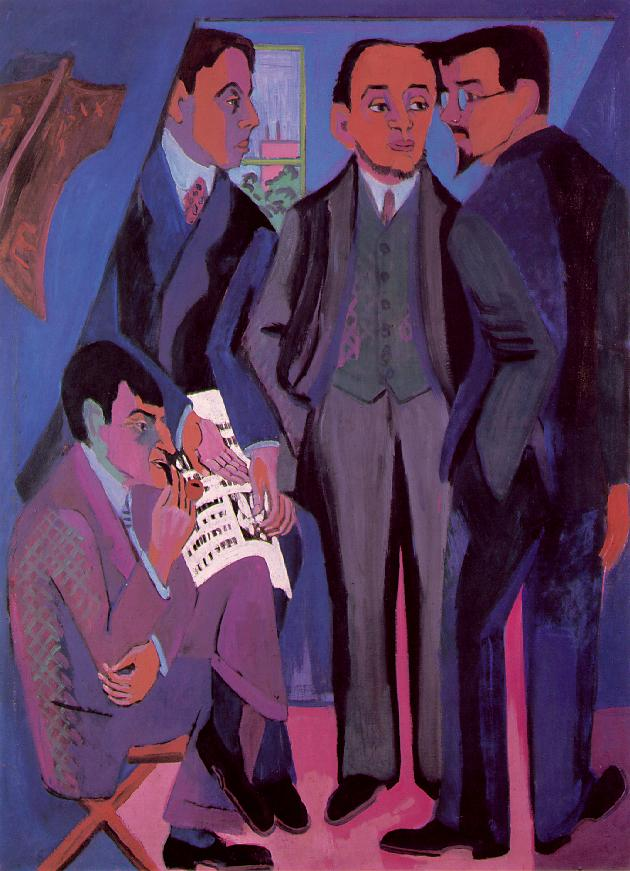
Ernst Ludwig Kirchner: Eine Künstlergemeinschaft / En konstnärsgemenskap (1926-27), olja på duk, 168x126cm. Beslagtogs på Kronprinzenpalais i Berlin 7 juli 1937. Visades på EK under titeln Meister der Brücke / Brückes mästare. En tysk konsthandlare köpte den 1940 ur värdedepån Schloss Schönhausen och fick den i utbyte mot något annat, ovisst vad. Sedan 1976 finns den på Museum Ludwig i Köln.
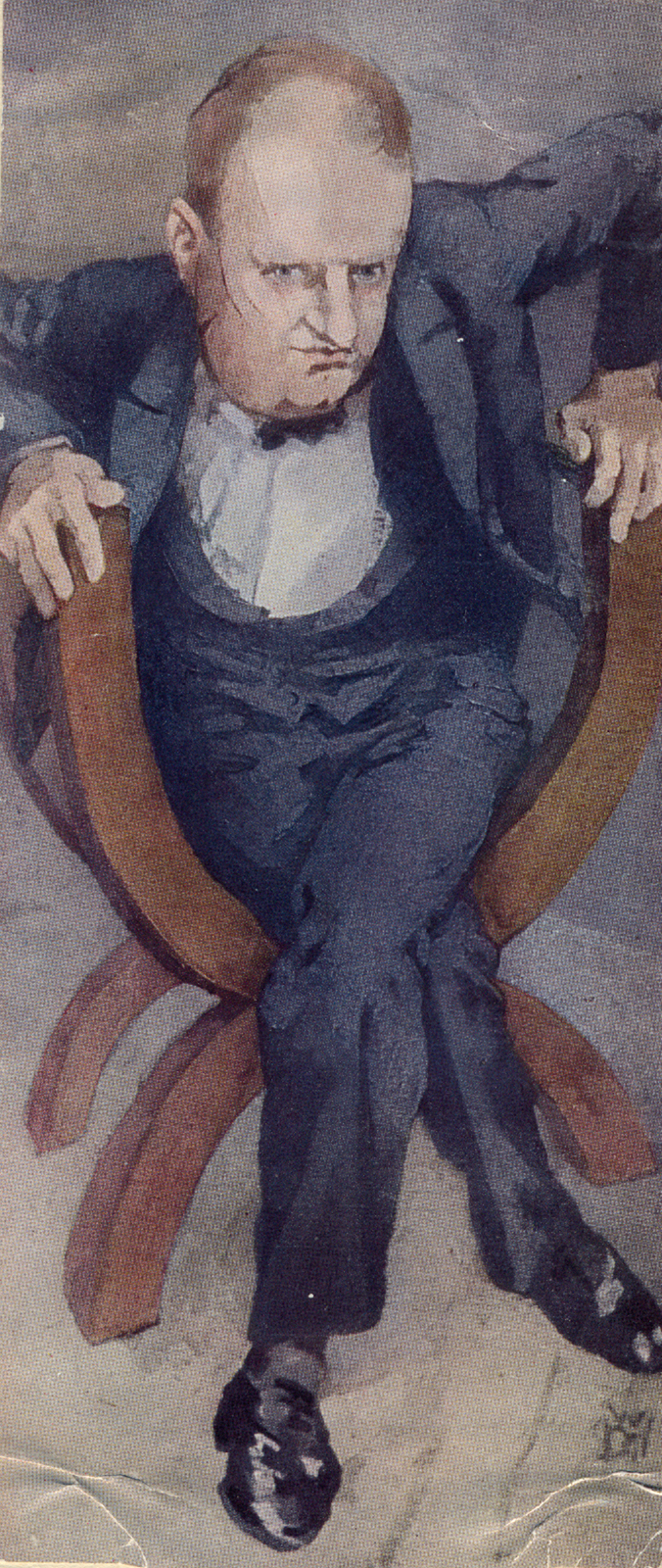
Rudolf Heinisch (1896–1956): Bildnis Hindemith / Porträtt av Hindemith (1927), olja på duk, 139x60, beslagtagen på Städelsches Museum i Frankfurt 25 augusti 1937, visad på EK i Berlin (1938), enligt NS-protokoll därefter "utplånad".[1] Konstnären Rudolf Heinisch betecknades som "tekniskt bra, mentalt judifierad". Den porträtterade är tonsättaren Paul Hindemith. Fotoreproduktion ur en bok från 1929.
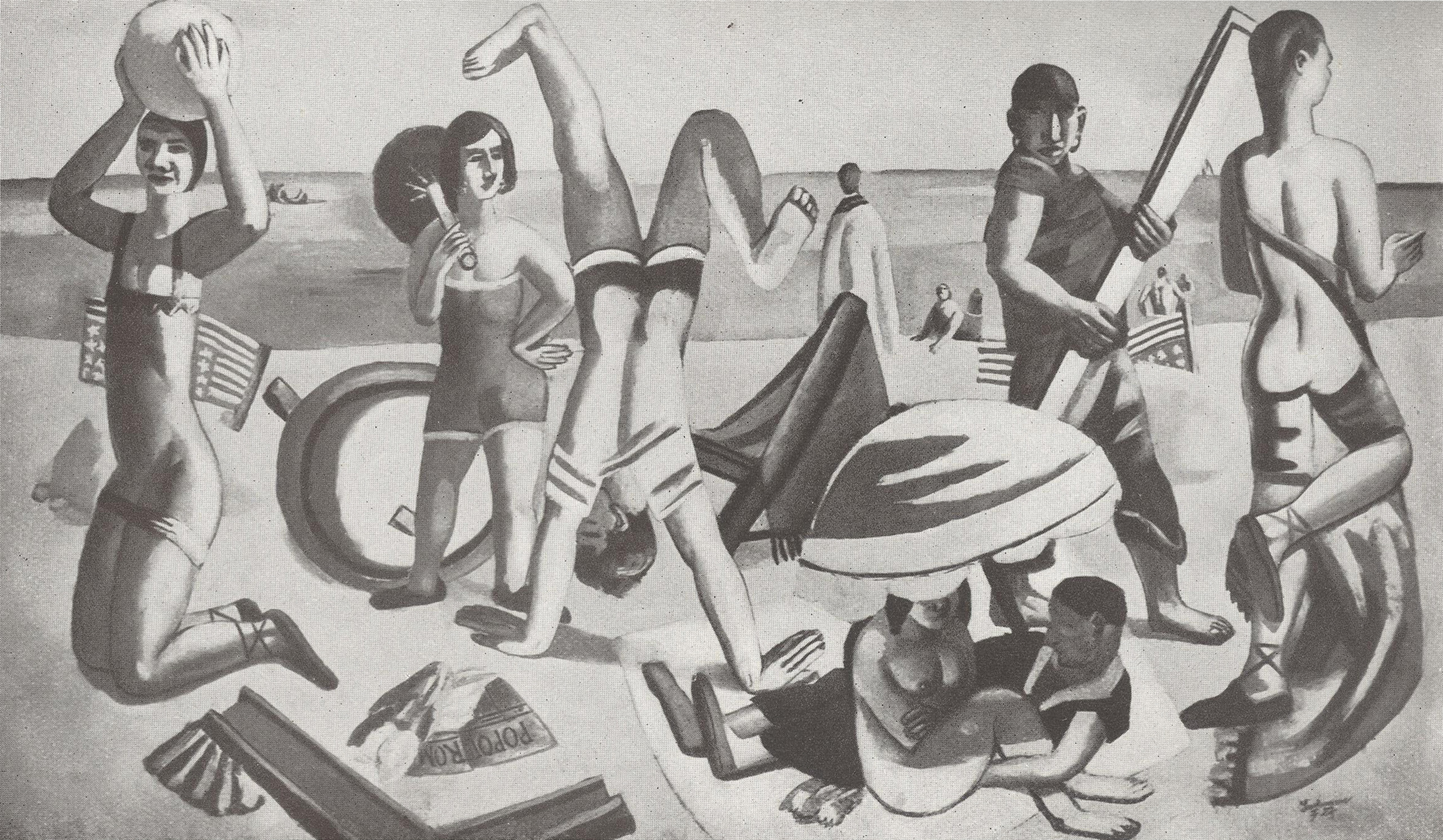
Max Beckmann: Der Strand (Am Lido) / Stranden (På Lido) (1927), olja på duk, 175x300, beslagtagen 7 juli 1937 på Städelsches Museum i Frankfurt, följde med vandringsutställningen runt, visades sista gången i Frankfurt sommaren 1939, därefter "försvunnen". Svartvit reproduktion i tidskriften Der Querschnitt 7.
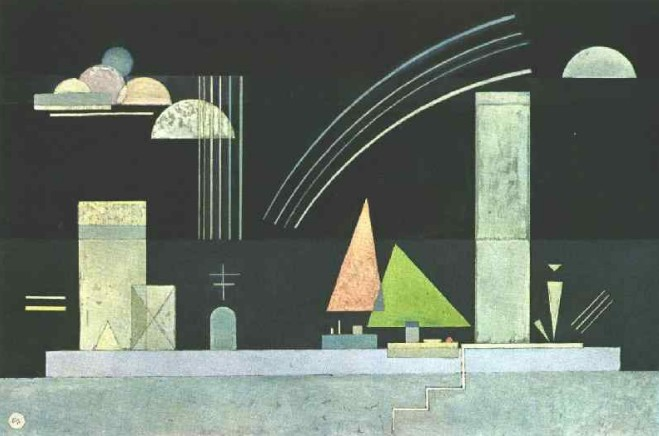
Vasilij Kandinskij: Ruhe / Lugn (1928), olja på duk, 52x79, beslagtagen 7 juli 1937 på Kronprinzenpalais, Berlin, visad på EK, såld utomlands 1939 för 100 dollar.
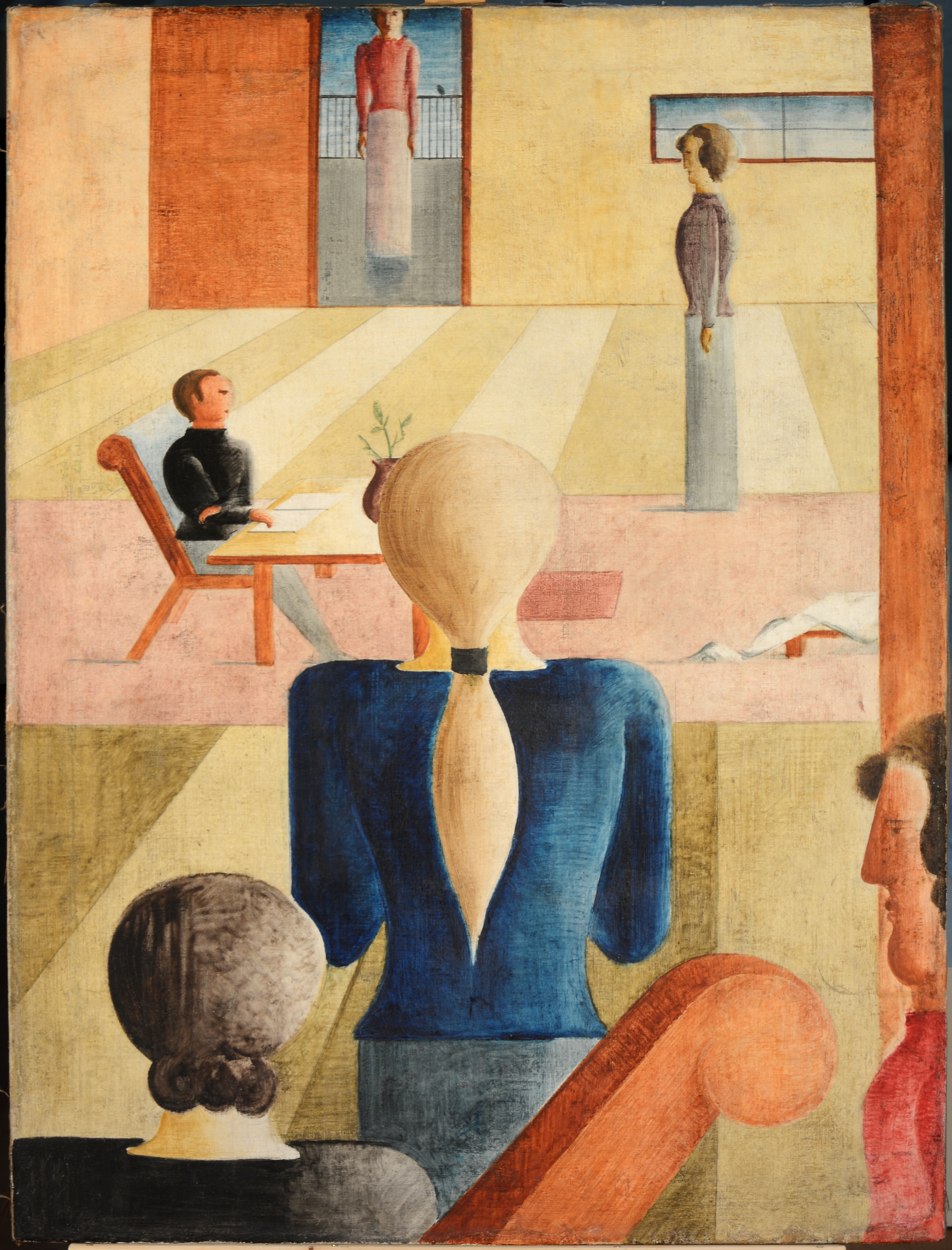
Oskar Schlemmer: Frauenschule (1930), olja på duk, 119x90, beslagtagen 27 augusti 1937 på Württembergische Staatsgalerie i Stuttgart och visad på EK i Hamburg 1938. Förvärvades i juli 1940 ur en statlig depå av konsthandlare Bernhard A. Böhmer för 20 dollar och i utbyte mot Carl Gustav Carus målning Heimkehr der Mönche ins Kloster (1816–1818). Återfanns i Böhmers kvarlåtenskap i maj 1945. Idag på Kulturhistorisches Museum i Rostock.
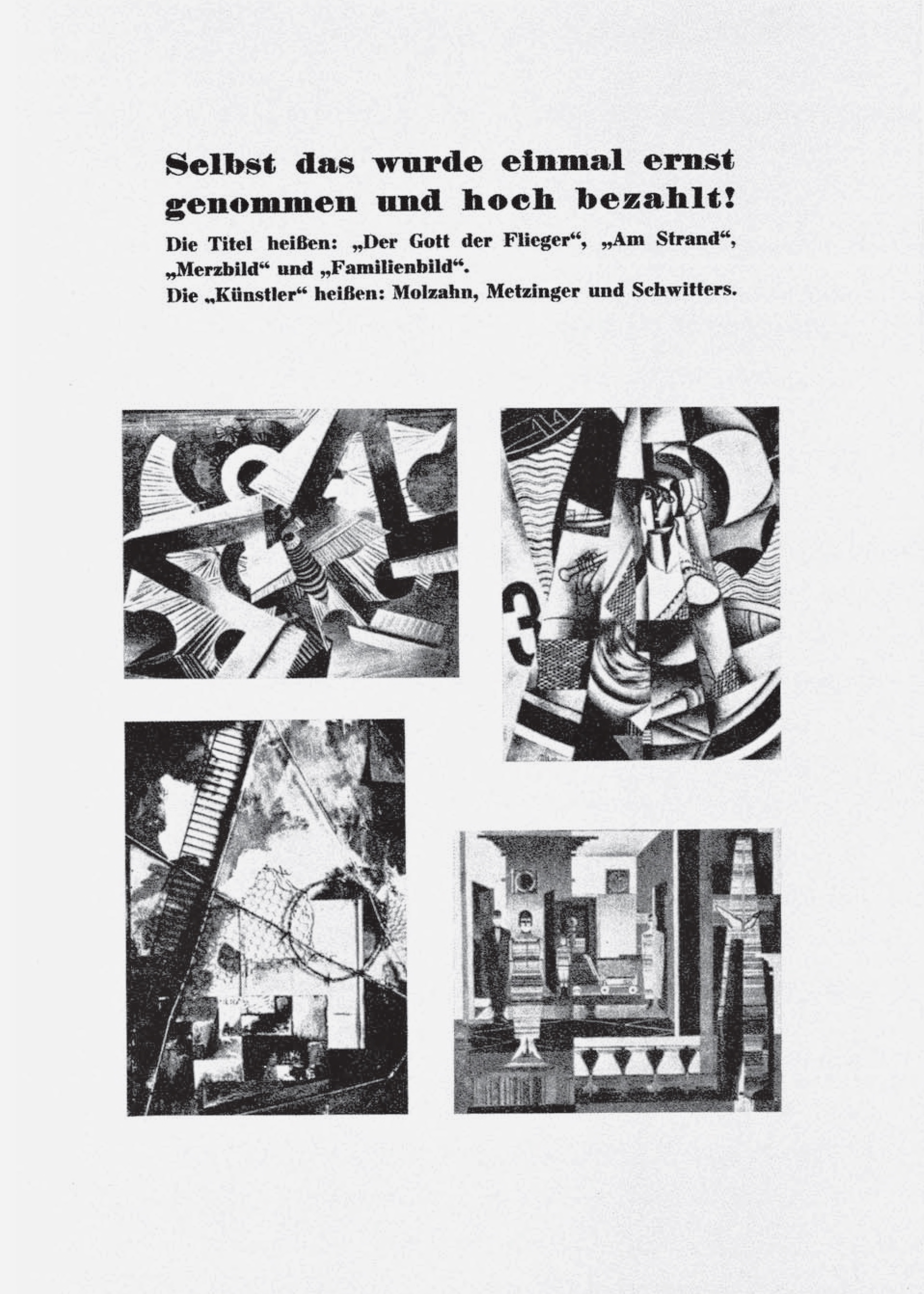
Ur Fritz Kaisers utställningskatalog (1938). Oljemålningar av Molzahn, Metzinger och Schwitters. Överst till vänster Der Gott der Flieger / Flygarnas Gud (1921), underst till höger, Familienbild (1925), båda av Molzahn. Överst till höger [Am Strand / På stranden] är fransmannen Metzingers En canot / Med kanot (1913). Underst till vänster Schwitters Merzbild L 3 (1919). Alla målningarnas öde betecknas som "okänt".

### Skulptur

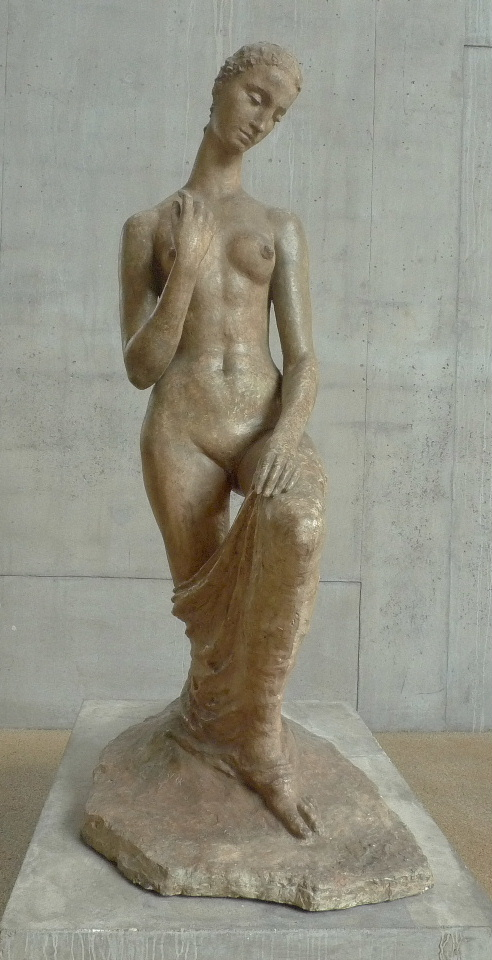
Wilhelm Lehmbruck: Große Kniende / Stora knäböjande (1911), stengjuten skulptur, 178 cm hög, 3 exemplar, alla beslagtagna 1937; en på Staatlische Kunstsammlungen i Dresden, såld utomlands 1939, förvärvad tillbaka av samma museum 1993; en på Kunsthalle Mannheim, såld 1940, nu Museum of Modern Art; och en på Lenbachhaus i München, visad på EK, sedan sönderslagen och såld i bitar för 10 dollar 1940.
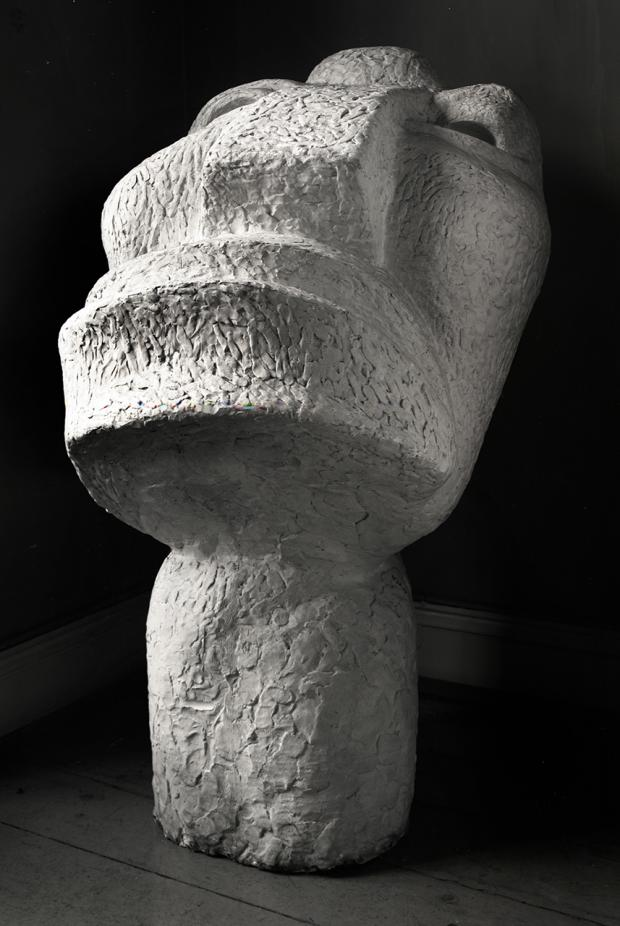
Otto Freundlich: Großer Kopf / Stort huvud (1912), gips, 139 cm hög, beslagtagen juli 1937 på Museet för konst och hantverk Hamburg, visad på EK och vandringsutställningens övriga 11 stationer (1937–1941), därefter "utplånad".[1] Av arrangörerna använt också till utställningskatalogens omslag. Omdöpt till Der neue Mensch / Den nya människan.
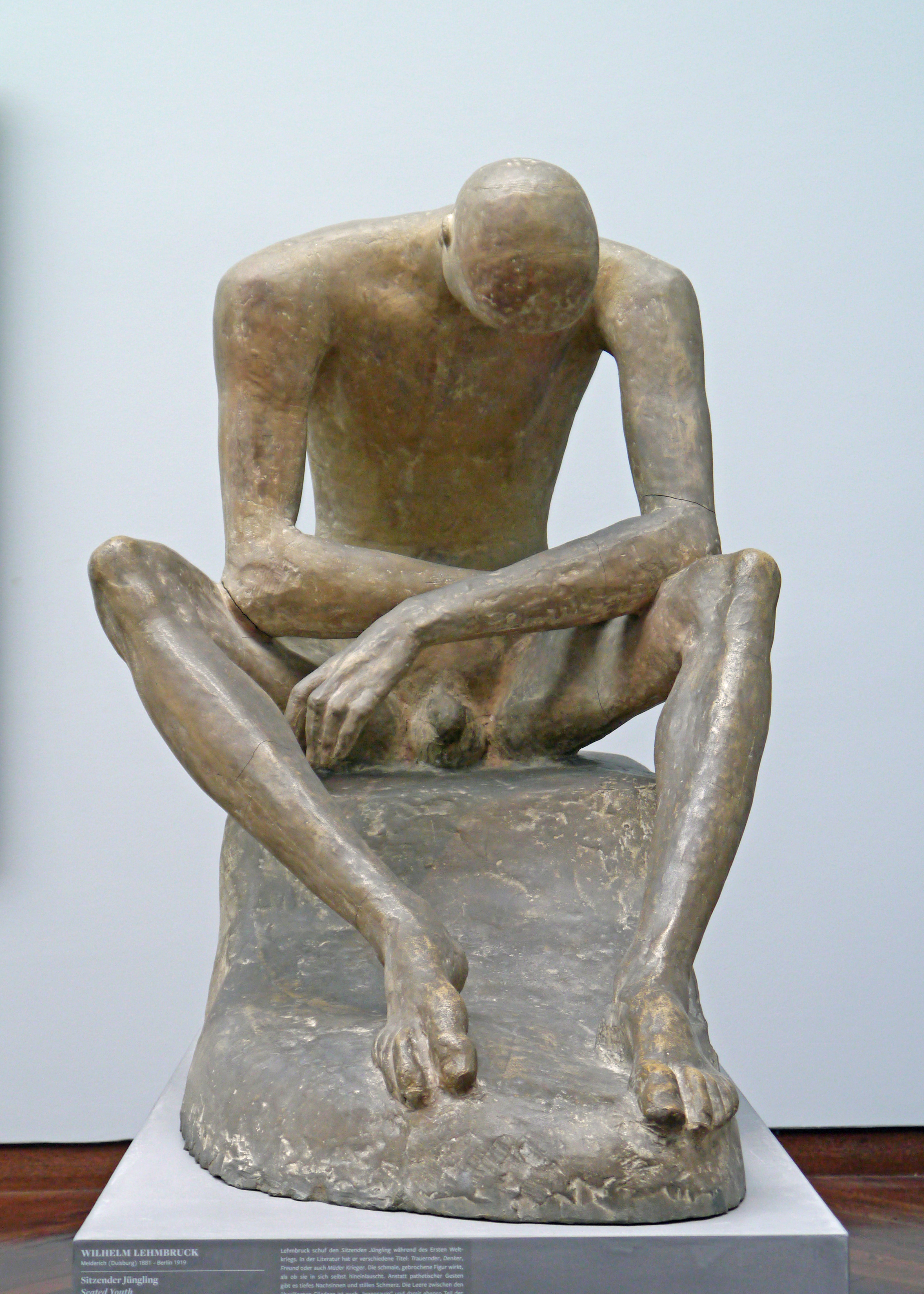
Wilhelm Lehmbruck: Der Gebeugte - Sitzender Trauernder / Den böjde - sittande i sorg (1917), gips, 105 cm hög. Beslagtagen 8 juli 1937 på Kunsthalle Mannheim. Visad på EK samma månad. Köptes därefter ur en värdedepå av konsthandlaren Karl Buchholz och fördes till New York 1939. Tillhör National Gallery of Art i Washington, D.C. sedan 1974 (2018).
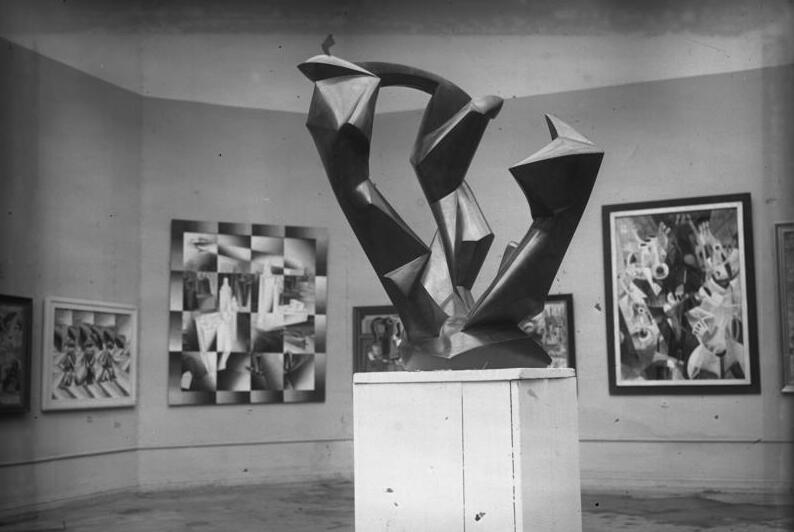
Rudolf Belling: Dreiklang / Treklang (1924), betsat björkträ på mahogny, 91x85, beslagtagen på Kronprinzenpalais, Berlin, visad på EK, bevarad i olika led fram till 1949 då den återlämnades till Nationalgalleriet, Berlin.[1] Foto från en samlingsutställning i Berlin 1929.
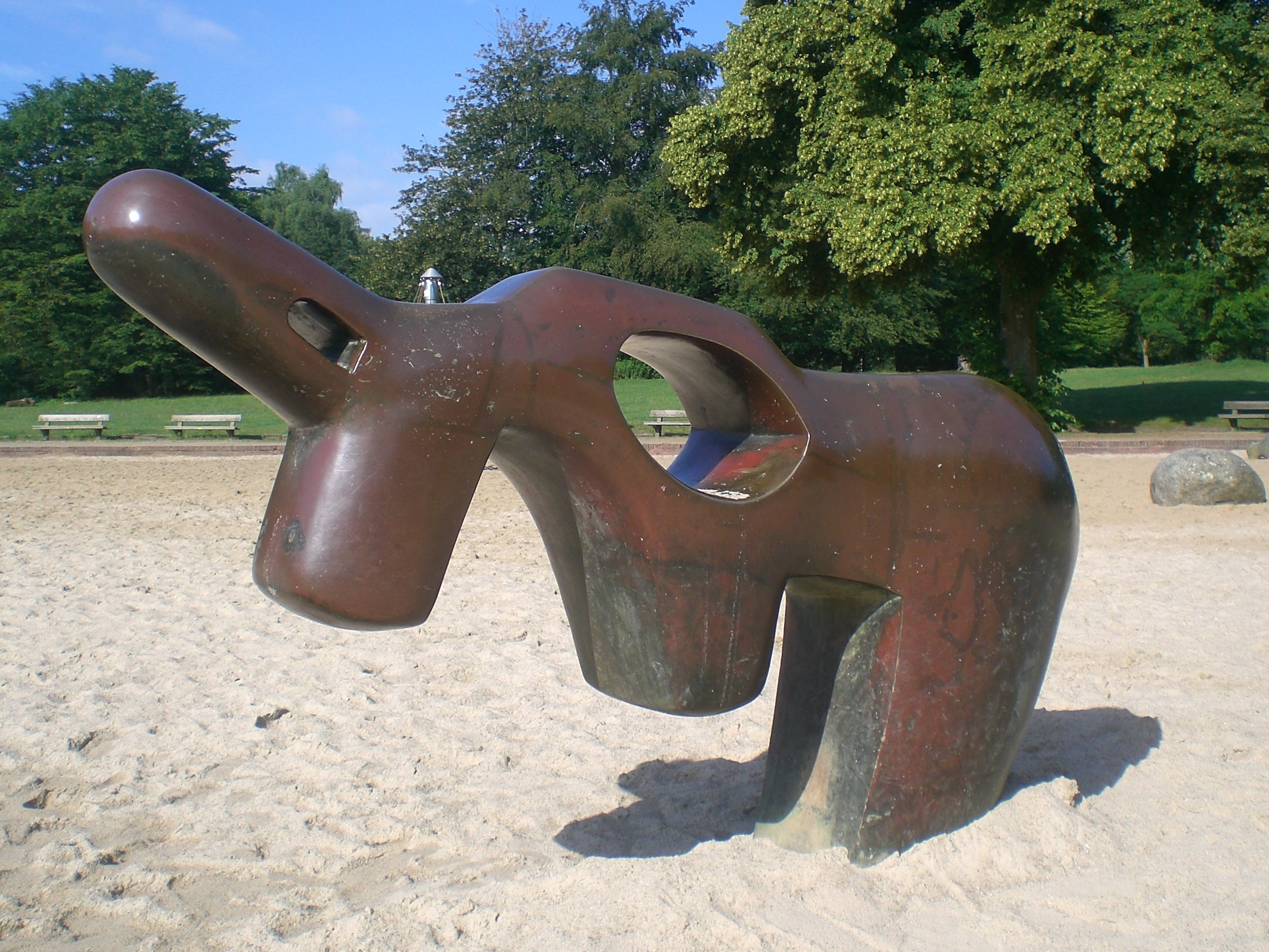
Richard Haizmann (1895–1963): Wasserspeier / Vattenkastare (1928-30), replik (1994) i Hamburgs stadspark genom Ursula Ritter, av en fontänskulptur i brons som stod på en lekplats i Hamburg 1930–1937. En gipsmodell visades på EK 1938–1941, avbildad och hånad i utställningskatalogen. Originalets och modellens öde "okänt", förmodligen nersmält redan 1937.
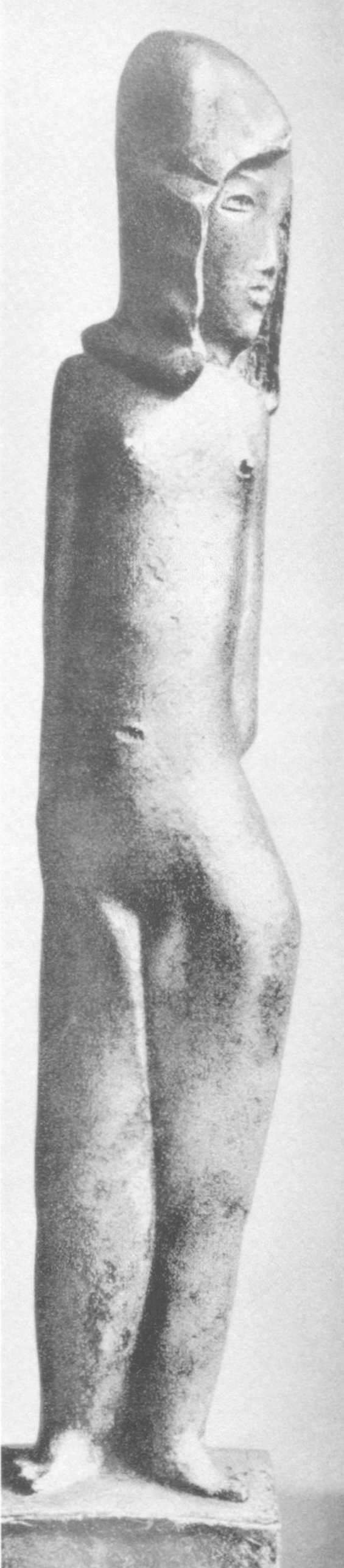
Otto Baum (1900–1977): Stehendes Mädchen / Stående flicka (1930), brons, 65 cm hög, beslagtagen på Kronprinzenpalais 7 juli 1937, visad på EK, därefter i Berlin, Leipzig och Düsseldorf (1938). Återfanns 2010 i en grav med föremål från en bombad depåbyggnads källare på Königstraße 50 framför Rotem Rathaus i Berlin. Nu på Neues Museum.